# Laos

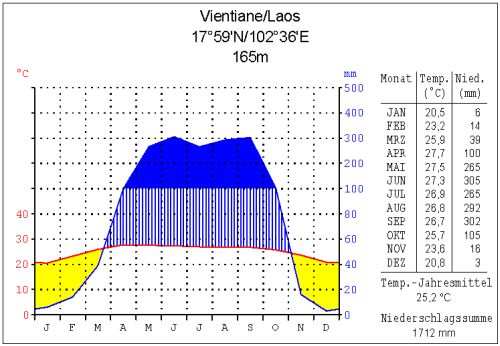
Klimadiagramm Vientiane

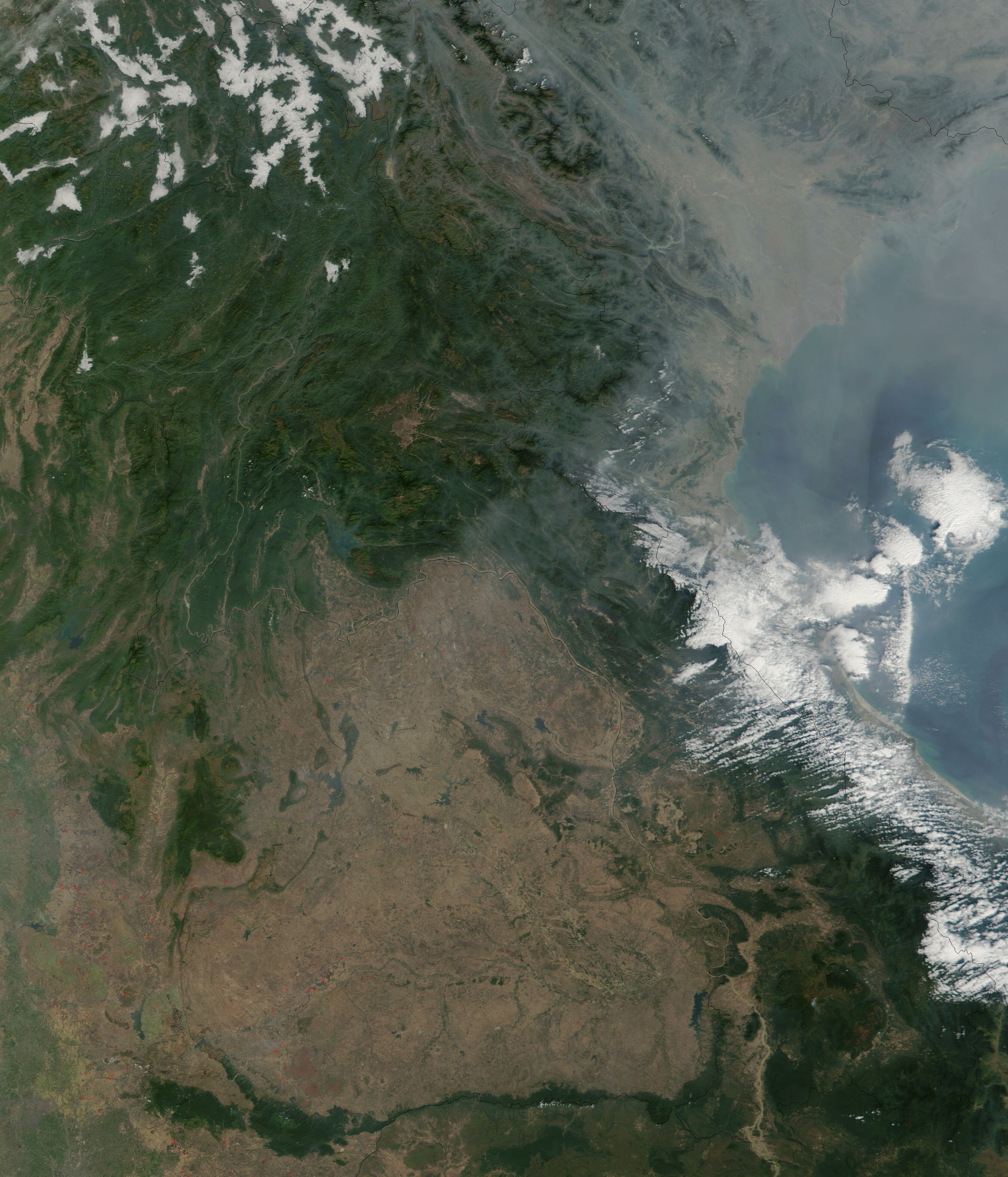
Satellitenbild von Laos

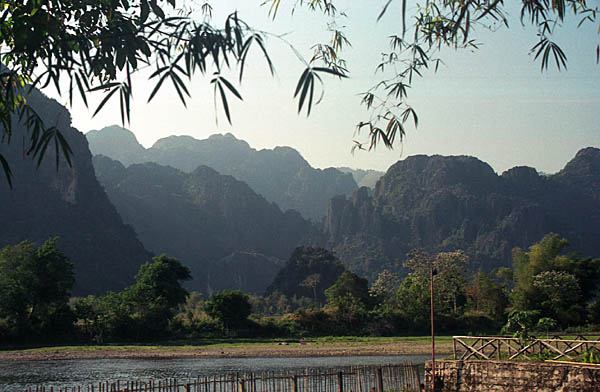
Landschaft in Vang Vieng

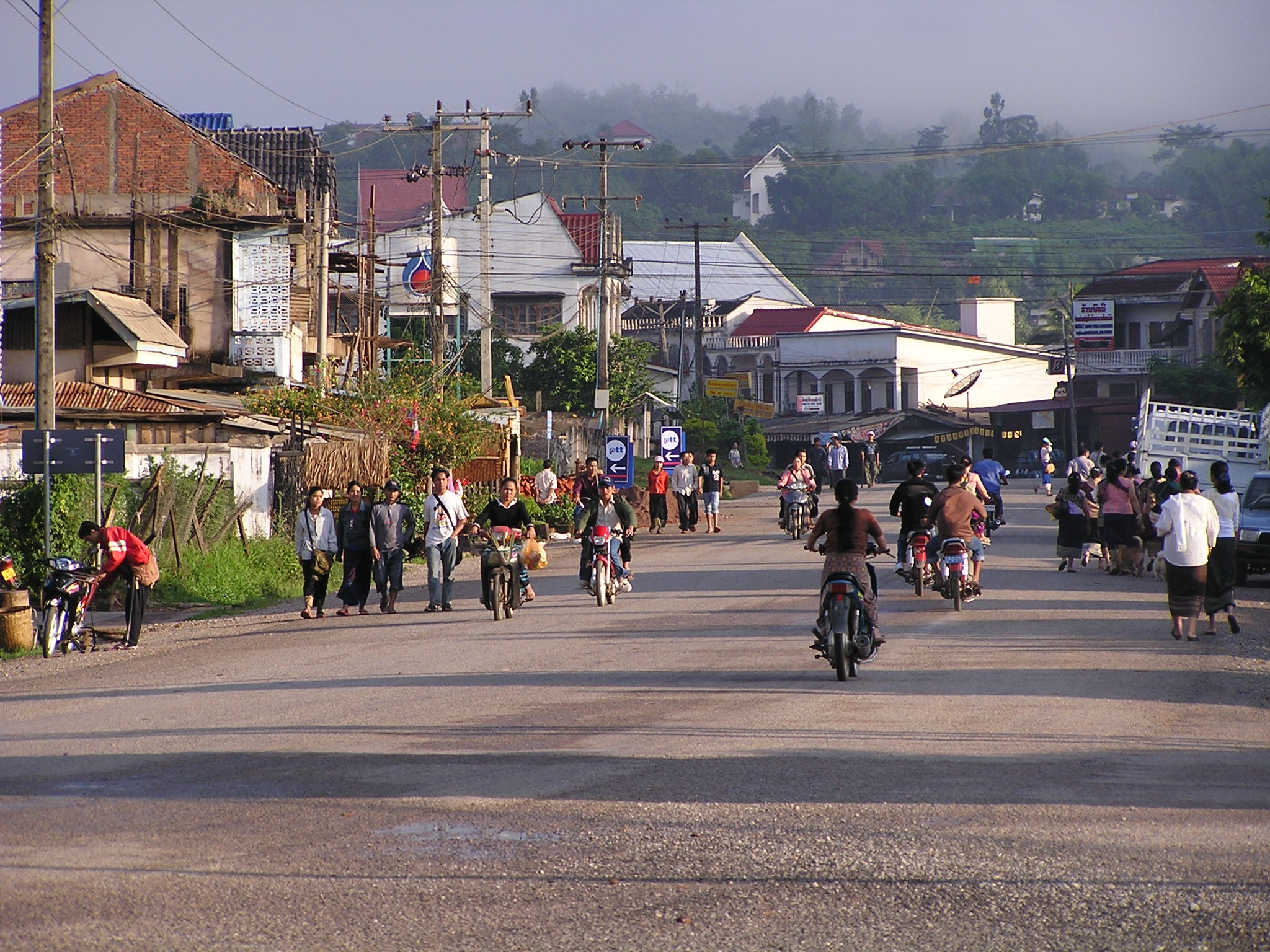
Straßenszene in Muang Xay in Nordlaos

Laos ([ˈlaːɔs], laotisch ປະເທດລາວ, amtlich ສາທາລະນະລັດ ປະຊາທິປະໄຕ ປະຊາຊົນລາວ, transkribiert Sathalanalat Paxathipatai Paxaxon Lao, deutsch: Demokratische Volksrepublik Laos) ist der einzige Binnenstaat in Südostasien. Der Staat Laos grenzt an China, Vietnam, Kambodscha, Thailand und Myanmar, hat etwa 7,5 Millionen Einwohner auf einer Fläche von 236.800 km²; Hauptstadt und größte Stadt ist Vientiane.
Durch die autoritäre Regierung kam es in der Vergangenheit regelmäßig zu Verletzungen der Menschenrechte.

## Geographie

### Lage
Der schmale Südteil von Laos liegt auf der Indochinesischen Halbinsel zwischen Vietnam im Osten, Kambodscha im Süden und Thailand im Westen.
Der Nordteil des Landes liegt auf dem eigentlichen südostasiatischen Festland, dort teilt sich Laos zudem Grenzen mit Myanmar und der südchinesischen Provinz Yunnan.

### Klima
In Laos herrscht tropisches Klima mit hohen Temperaturen, wobei es durch die großen Höhenunterschiede regional zu starken Temperaturschwankungen kommen kann. Das Klima wird sehr stark von den Monsunen beeinflusst. Von Mai bis Oktober herrscht der Sommer- oder Südwestmonsun, der mit starken Niederschlägen und hoher Luftfeuchtigkeit verbunden ist. In dieser Zeit fällt eine Niederschlagsmenge von durchschnittlich 1778 Millimetern, während von November bis Februar durch den Nordostmonsun ein trockenes und kühleres Klima anzutreffen ist. In den Monaten März und April herrscht feucht-heißes Klima.

### Landschaft
Laos lässt sich topographisch in zwei Gebiete gliedern:
- Ein vom Truong-Son-Gebirge geprägtes Gebiet zieht sich in Nord-Süd-Richtung fast durch das gesamte Land und erreicht dabei Höhen über 2000 Meter, sein höchster Berg ist der Phu Bia mit 2819 m. Diese Gebirgsregion umfasst etwa neun Zehntel des Landes.
- Die übrige Region, in der sich auch die Hauptstadt Vientiane befindet, ist ein kleines Tiefland an der Süd- und Südwestgrenze zu Thailand.

Der bedeutendste Fluss ist der Mekong, der in Tibet entspringt und sich bei Ho-Chi-Minh-Stadt (Vietnam) in ein über 39.000 km² ausgedehntes Flussdelta verästelt. Das Mekongdelta entwässert in das Südchinesische Meer.
Der Mekong bildet auf einer Länge von etwa 1000 Kilometern die Grenze zu Thailand und auch zu Myanmar; insgesamt berührt er laotisches Territorium auf 1898 Kilometern. Der größte Teil des Landes entwässert somit in das Südchinesische Meer. Nur 12 % des Territoriums, ganz im Nordosten, entwässern in den Golf von Tonkin. Am Mekong liegen die Hauptstadt Vientiane und die Stadt Luang Prabang. Nebenflüsse des Mekong sind der Nam Ou, Nam Ngum (mit der Nam-Ngum-Talsperre) und der Nam Xebanghieng.

### Umwelt
Durch großflächige Entwaldungen in den letzten Jahrzehnten sank der Grundwasserspiegel in manchen Gebieten, was zu einer prekären Trinkwassersituation in Laos führte. Zudem ist durch die Vernichtung des Lebensraumes von Flora und Fauna eine Vielzahl der Tier- und Pflanzenarten vom Aussterben bedroht. Im Jahr 1996 galten 68 Arten von Säugetieren, Vögeln, Reptilien und Fischen als gefährdet. Mittlerweile sind jedoch 35 Schutzgebiete, die knapp 19 Prozent des Landes einnehmen, ausgewiesen. Der Wald ist vor allem durch die Holzgewinnung, durch Rodung zur Ackerlandgewinnung und durch die Brennstoffgewinnung gefährdet, wobei etwa 8 Prozent des Energiebedarfs des Landes mit Holz gedeckt werden. Der jährliche Waldverlust wird auf etwa 3000 Quadratkilometer geschätzt.
Ein großes Umweltproblem von Laos sind Blindgänger, die aus dem Vietnamkrieg stammen. Sie machen das Land zu einem der Staaten mit den größten Mengen an nicht explodiertem Kriegsmaterial im Boden. Von den mehr als 2 Millionen Tonnen Bomben, die zwischen 1964 und 1973 von den amerikanischen Luftstreitkräften in mehr als 530.000 Fliegerangriffen über Laos abgeworfen wurden, sind bis heute etwa 50 Prozent des Territoriums betroffen. Für einen landwirtschaftlich geprägten Staat wie Laos stellt dies ein großes Problem dar, da regelmäßig Menschen durch Blindgänger verletzt oder getötet werden. Das UXO-LAO-Projekt, welches sich mit der Aufklärung der Bevölkerung und der Beseitigung von Blindgängern beschäftigt, ist einer der größten Arbeitgeber des Landes und wird von der UNDP sowie einigen Industriestaaten und Hilfsorganisationen finanziert, jedoch nicht durch den Verursacher, die USA.

### Flora und Fauna
Das Land ist etwa zu 50 Prozent bewaldet. Es gibt sowohl tropische Regenwälder als auch Monsunwälder. Rund 8 Prozent der Wälder werden als Urwald eingestuft.
Laos beheimatete Raubtierarten wie Leoparden und Tiger. Seit 2013 ist davon auszugehen, dass nach dem Indochinesischen Leoparden auch der Indochinesische Tiger im Nationalpark Nam Et – Phou Louey ausgerottet ist und Tiger damit nicht mehr in Laos vorkommen.
Arbeitselefanten werden wie in den anderen Ländern Südostasiens als Lasttiere eingesetzt.

### Städte
Im Jahr 2023 lebten 38 Prozent der Einwohner von Laos in Städten. Das größte urbane Ballungszentrum, Vientiane, hat eine Bevölkerung von ungefähr 600.000. Die größten Städte in Laos sind (Stand 1. März 2015):
- Vientiane (620.157 Einwohner)
- Savannakhet (91.684 Einwohner)
- Pakse (Pakxé) (68.093 Einwohner),
- Luang Prabang (66.781 Einwohner)
- Phonsavan (48.643 Einwohner).

## Bevölkerung

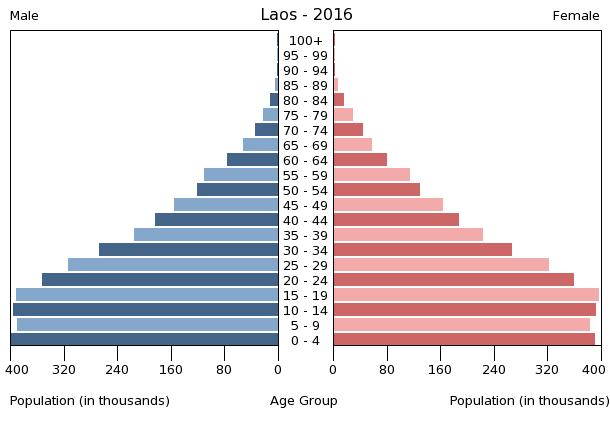
Bevölkerungspyramide von Laos 2016

### Demografie
Laos hatte 2023 7,6 Millionen Einwohner. Das jährliche Bevölkerungswachstum betrug + 1,4 %. Zum Bevölkerungswachstum trug ein Geburtenüberschuss (Geburtenziffer: 21,5 pro 1000 Einwohner vs. Sterbeziffer: 6,2 pro 1000 Einwohner) bei. Die Anzahl der Geburten pro Frau lag 2022 statistisch bei 2,4, die der Region Ostasien und Ozeanien betrug 1,5. Die Lebenserwartung der Einwohner von Laos ab der Geburt lag 2022 bei 69 Jahren. Der Median des Alters der Bevölkerung lag im Jahr 2021 bei 23,8 Jahren. Im Jahr 2023 waren 30,3 Prozent der Bevölkerung unter 15 Jahre, während der Anteil der über 64-Jährigen 4,6 Prozent der Bevölkerung betrug.
| Jahr | Einwohnerzahl | Jahr | Einwohnerzahl |
| ---- | ------------- | ---- | ------------- |
| 1950 | 1.683.000     | 1990 | 4.258.000     |
| 1960 | 2.121.000     | 2000 | 5.329.000     |
| 1970 | 2.688.000     | 2010 | 6.246.000     |
| 1980 | 3.258.000     | 2020 | 7.276.000     |
| 2022 | 7.529.000     |      |               |

### Bevölkerungsstruktur
Die Bevölkerung verteilt sich sehr ungleichmäßig über das Territorium. Die größte Bevölkerungsdichte weisen die Ebenen am Mekong auf, darunter besonders die Region um die Hauptstadt. Die bergigen Gebiete im Osten und Norden sind sehr dünn besiedelt.
Die ethnische Bevölkerungszusammensetzung von Laos ist umstritten. Zu Beginn des 20. Jahrhunderts teilte die französische Kolonialmacht die Bevölkerung zunächst anhand phänotypischer Merkmale ein, wobei die „Lao“, „Kha“ und „Tai“ die größten Gruppen stellten. Das laotische Königreich übernahm diese Klassifizierung zunächst, fasste jedoch „Tai“ und „Lao“ zu einer Gruppe zusammen, was zur vermutlich nicht politisch intendierten Unterschätzung der „Kha“ führte, auch weil diese schlechter zugängliche Gebiete besiedelten. In den späten 1950er Jahren wurde dann das bis heute von staatlicher und vereinzelt sogar noch von wissenschaftlicher Seite benutzte Klassifizierungsschema entwickelt, dabei werden drei Hauptgruppen unterschieden: Die Lao Loum („Tiefland-Laoten“), die Lao Theung („Berghang-Laoten“) und die Lao Soung („Hochland-Laoten“) sind zwar pro forma ethnisch-kulturell definiert, entsprechen jedoch exakt den alten rassifizierten Kategorien der ehemaligen Kolonialmacht Frankreich. Diese Klassifizierung wurde mit der Machtübernahme der Kommunisten 1975 abermals staatlicherseits modifiziert.
Aufbauend auf einem leninistischen Nationenbild und vor dem Hintergrund der vietnamesischen Nationalitätenpolitik wurde den verschiedenen, insbesondere in den Bergregionen Laos’ ansässigen ethnischen Gruppen mehr Bedeutung eingeräumt. In der Folge verfolgte das leninistische Regime mittels pseudowissenschaftlicher Studien eine Politik, die rigide ethnische Identitäten produzierte, welche sowohl eine „Zivilisierung rückständiger Gruppen“ als auch eine Integration von Angehörigen ethnischer Minderheiten in den Regierungsapparat bewirken sollte. Der Zensus von 1985 unterschied 68 Ethnien mit 820 ethnischen Untergruppen. 1995 unterschied der Zensus nach langen Beratungen 47 Ethnien; bei der Volkszählung 2000 waren es 49 ethnische Gruppen.
Im Jahre 2017 waren 0,7 Prozent der Bevölkerung im Ausland geboren.

### Sprache und Schrift
Aus linguistischer Sicht gibt es in Laos vier große Sprachfamilien, die Tai-Kadai-, Mon-Khmer-, Tibeto-Birmanische und die Hmong-Yao-Familie. Diese Unterteilung ist Gegenstand von Diskussionen und Änderungen – bei der Volkszählung 1985 unterschied man noch sechs Sprachfamilien.
Laos ist, speziell in Anbetracht der niedrigen Einwohnerzahl, ein Land mit außerordentlicher linguistischer Vielfalt, die aber aufgrund der Abgeschiedenheit noch sehr wenig erforscht ist. So ist die genaue Anzahl der unterscheidbaren Sprachen unbekannt und wird mit 70 bis 120 angegeben.
Die Sprachen gehören zu vier verschiedenen Sprachgruppen:
- Tai-Sprachen, deren südwestliche und nördliche Zweige bereits seit etwa 2000 Jahren auf dem Gebiet des heutigen Laos gesprochen werden. Die Anwesenheit dieser Sprachen ist das Ergebnis der Südwestmigration von Tai-Völkern aus Südwestchina vor etwa 2000 Jahren. Zu den Tai-Sprachen gehört auch die Amtssprache des Landes, die laotische Sprache.
- Lolo-birmanische Sprachen (Zweig der tibeto-birmanischen Sprachen)
- Miao-Yao-Sprachen werden in Laos erst seit etwa 200 Jahren gesprochen, sie kamen mit Migranten aus Südwestchina ins Land.
- Mon-Khmer-Sprachen, die vor der Ankunft aller anderen Sprachen vorherrschten. Sie sind geographisch am weitesten verbreitet und weisen die höchste interne Diversität auf. Viele dieser Sprachen stehen jedoch kurz vor dem Aussterben. Andere, speziell im Norden verbreitete Sprachen sind fester Bestandteil des Kulturlebens der dortigen Bevölkerung, wie etwa das Khmu.

Die Amtssprache in Laos ist Laotisch, das eine Tonsprache ist und große Ähnlichkeit mit dem Thailändischen hat. Sie wird von etwa zwei Millionen Menschen in Laos als Muttersprache gesprochen, dazu kommen etwa 20 Millionen Personen in Nordthailand, die einen thailändischen Dialekt sprechen, der dem Laotischen sehr ähnlich ist. Das Laotische ist zur Kommunikationssprache zwischen den laotischen und nichtlaotischen Volksgruppen des Landes geworden. Es gibt eine eigene laotische Schrift, deren Entwicklung auf einen Ursprung in der indischen Brahmi-Schrift zurückzuführen ist, wie dies bei den meisten nicht romanisierten Schriften Südostasiens der Fall ist. Auch die laotische Schrift weist große Ähnlichkeiten mit der thailändischen auf.
Obwohl das Laotische Amtssprache ist und die Regierung versucht, die Benutzung dieser Sprache im ganzen Land durchzusetzen, beherrscht sie nicht jeder Einwohner. Das liegt vor allem an der schwachen Infrastruktur, aber auch am Verbreitungsgrad anderer Sprachen, speziell der Hmong-Sprachen. Das Vordringen des Laotischen geht aber schnell voran, vor allem durch die Medien und durch Binnenmigration aus dem Bergland in die Ebenen.
Die beiden bedeutendsten Fremdsprachen in Laos sind Thai und Vietnamesisch. Thailändisch ist für Laoten sehr leicht erlernbar und ist im Land vor allem durch die thailändischen Medien präsent, jedoch auch durch laotische Gastarbeiter, die zeitweilig in Thailand arbeiten. Vietnamesisch wird entlang der Grenze zu Vietnam gesprochen, um den Grenzverkehr zu erleichtern, daneben gibt es in den Städten bedeutende Gruppen von Vietnamesen. Die französische Sprache ist aufgrund der kolonialen Vergangenheit bedeutend und wird mehrheitlich in der laotischen Elite noch gelernt. Laos ist Vollmitglied der Frankophonie, der Gemeinschaft französischsprachiger Staaten. Es ist Tradition, dass der laotische Präsident und der Außenminister die französische Sprache beherrschen. Mittlerweile wird sie jedoch zunehmend von Englisch, der einzigen offiziellen ASEAN-Sprache, verdrängt.

### Religion

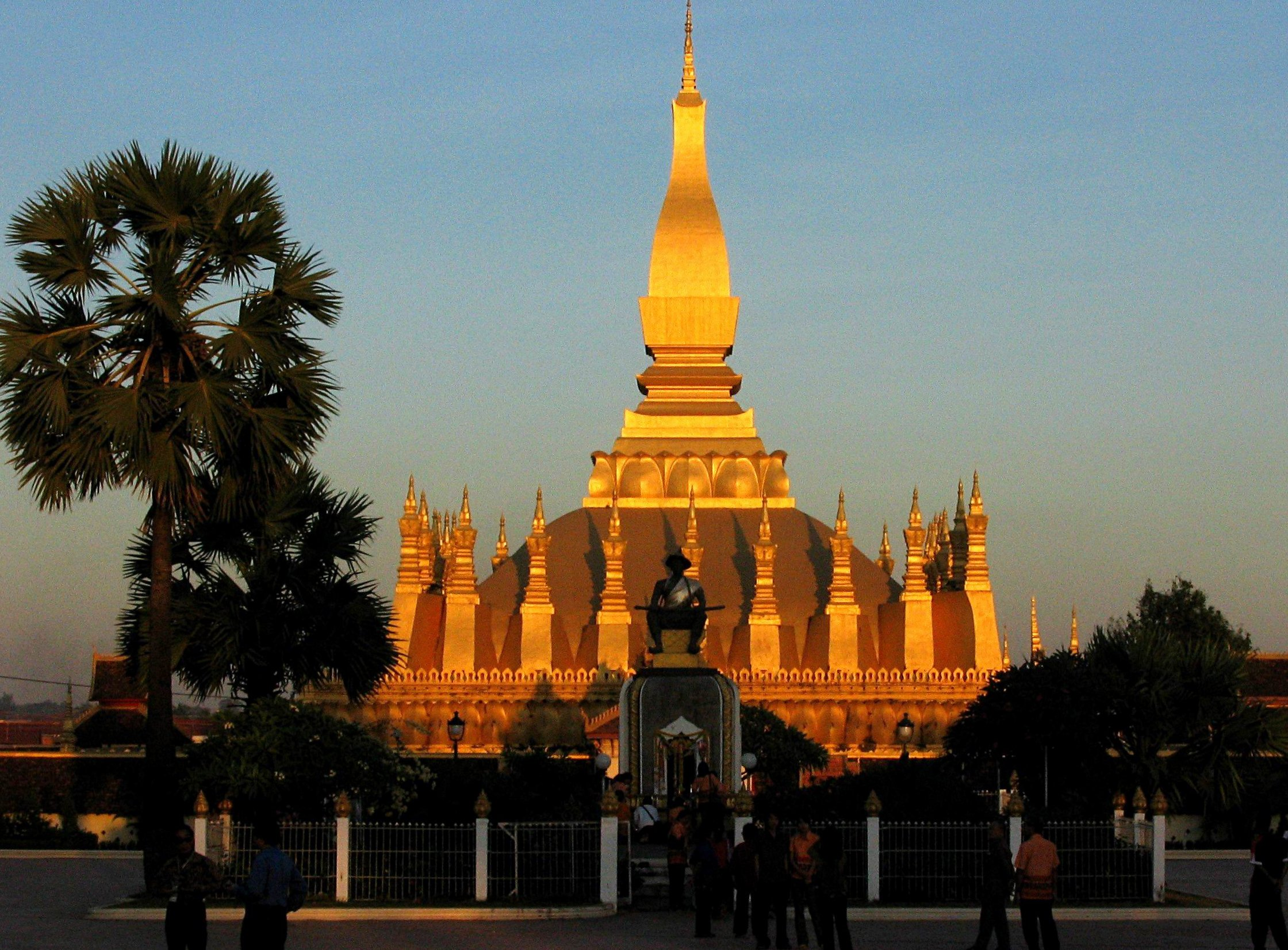
Pha That Luang in Vientiane, das Nationalsymbol von Laos

Laotische Kulturpraktiken sind oft religiös geprägt. Die buddhistischen Tempel bildeten in früheren Zeiten in jedem Dorf das geistige Zentrum. Das Leben der laotischen Bevölkerung war von der Religion bestimmt, und die meisten Alltagshandlungen erfolgten nach dem buddhistischen Kalender. Vientiane und Luang Prabang sind als Städte der tausend Tempel bekannt und weisen viele Beispiele traditioneller Kunst und Architektur auf. Der Königspalast in Luang Prabang und der That-Luang-Stupa in Vientiane sind die bekanntesten Nationalheiligtümer.
Die größte Religion in Laos ist der Theravada-Buddhismus, der um 800 in dieses Gebiet kam. Es ist eine verbreitete Sitte, dass Jungen oder junge Männer ein paar Tage bis Wochen in einem Tempel als Mönch verbringen. Ebenso haben viele Familien einen kleinen Altar in ihrem Haus.
Ethnische Religionen mit Ahnenkult und Animismus sind vor allem in der Gebirgsregionen verbreitet, wobei die Angehörigen der Bergvölker teils zum Buddhismus übergetreten sind, ohne ihren traditionellen Glauben völlig aufgegeben zu haben.
Kleine Gruppen von Muslimen, Christen (katholische Kirche von Laos und Protestanten in Laos) sowie Anhänger vietnamesischer und chinesischer Religionsgemeinschaften finden sich in den Städten.
Menschenrechtsorganisationen zufolge wird vor allem das Christentum als fremder Einfluss gesehen, und die Religionsausübung der Christen unterliegt massiven Einschränkungen, während die der Buddhisten durch die Regierung weitgehend sichergestellt wird.
Laut einer Studie aus dem Jahr 2010 waren 66,3 % der Bevölkerung Buddhisten, 30,7 % Anhänger ethnischer Religionen, 1,5 % Christen und 0,01 % Muslime; keiner Religion gehörten 0,9 % an.

### Bildung

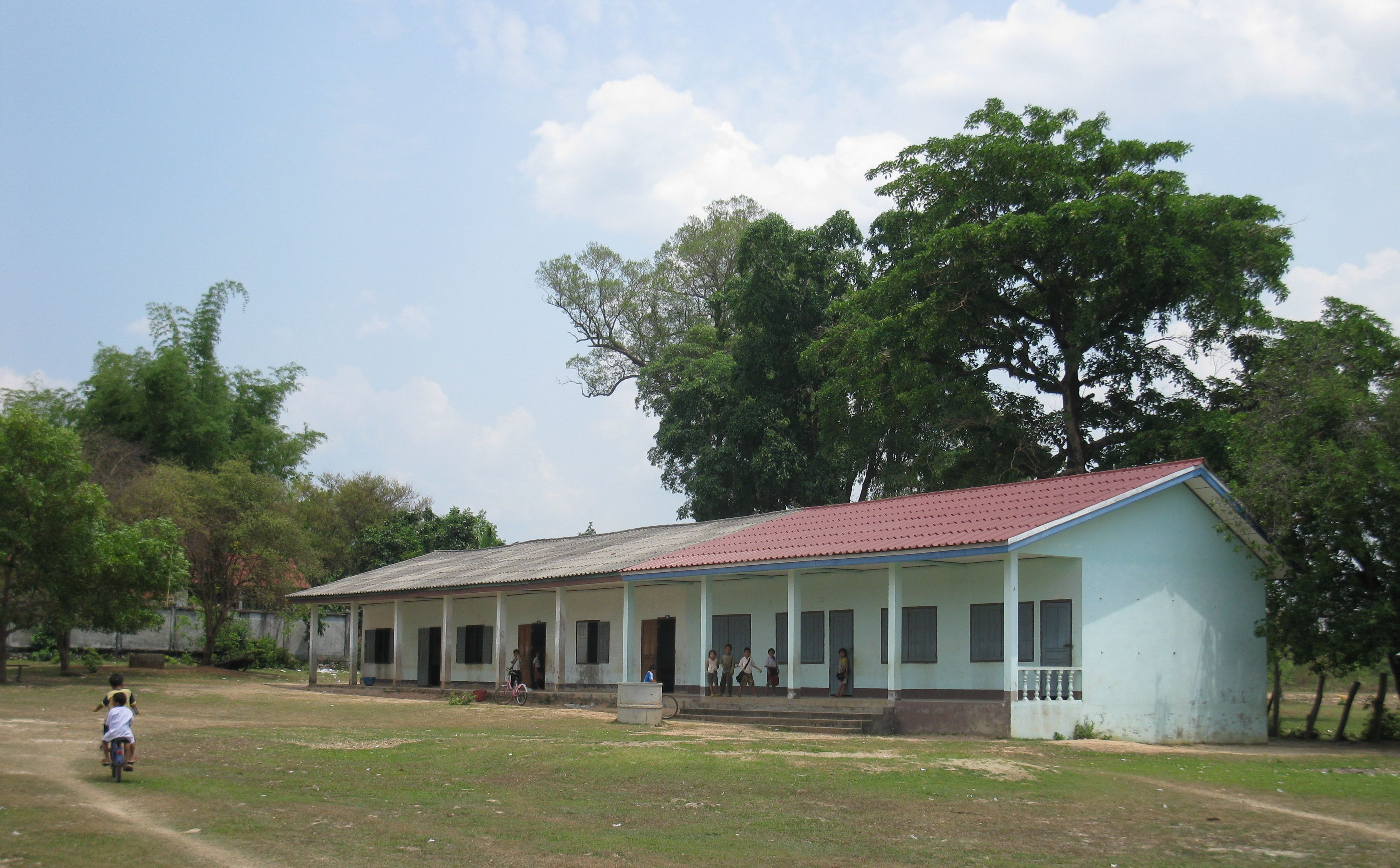
Grundschule in Thakhek

Laos verzeichnete 2015 eine Alphabetisierungsrate von rund 85 % (90 % bei Männern, knapp 80 % bei Frauen). Noch Anfang der 2000er Jahre konnten nur zwei Drittel der Männer und ein Drittel der Frauen über 15 Jahren lesen und schreiben. Viele laotische Kinder brechen vorzeitig die Grundschule ab, um zum Lebensunterhalt der Familie etwas beitragen zu können, insbesondere in der Feldarbeit.

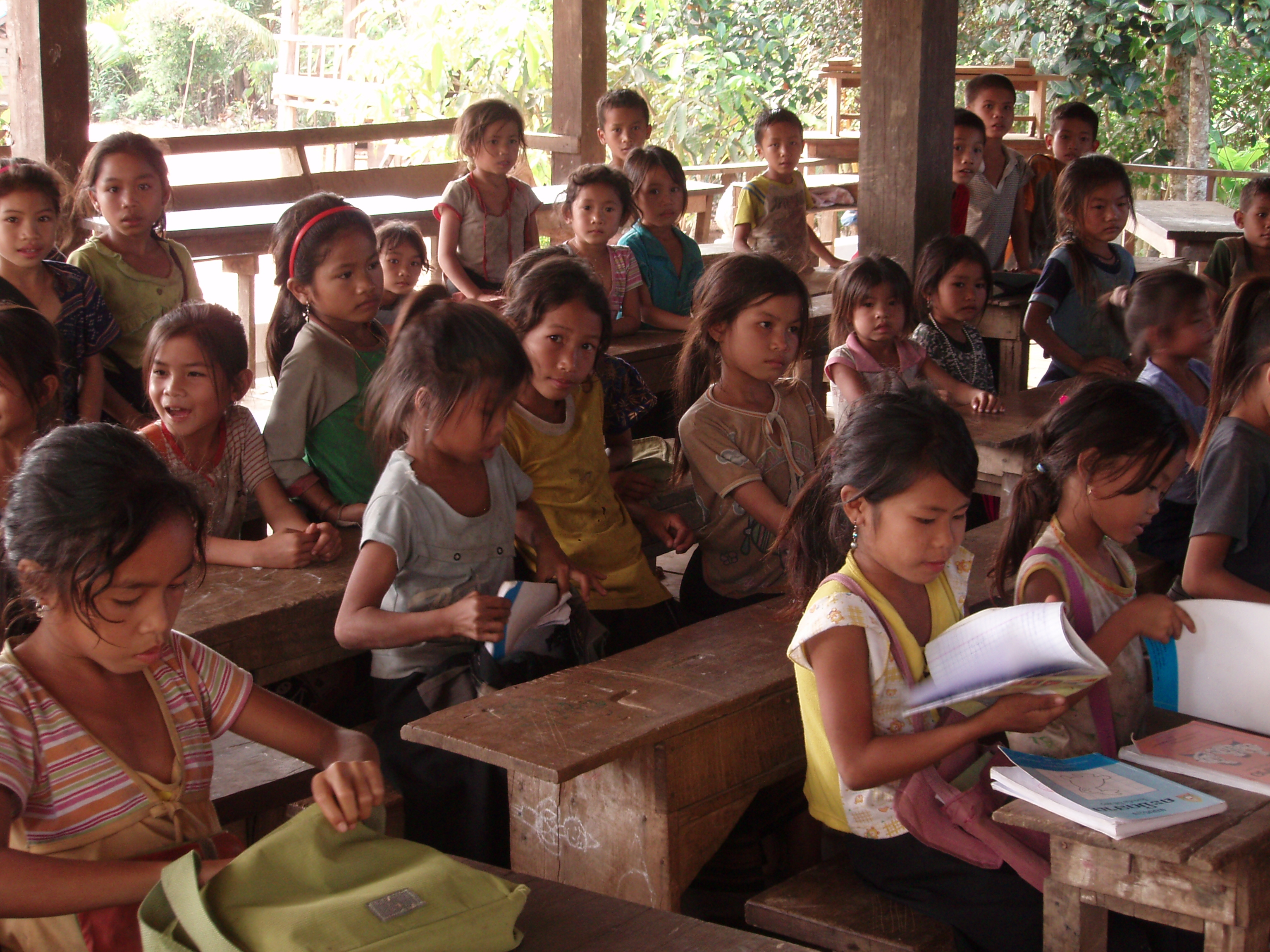
Eine Grundschule eines Dorfes in Nordlaos

In größeren Ortschaften gibt es Grundschulen, die vor allem von privaten und internationalen Organisationen wie zum Beispiel UNICEF gesponsert werden. In den sehr ländlichen Gebieten, vor allem in den Bergregionen, existieren zentrale Grundschulen, die die schulische Ausbildung der Einwohner vieler Ortschaften sicherstellen. Dadurch sind oft sehr weite Wege (20 km und mehr, meist zu Fuß) zurückzulegen, eine Schulbuseinrichtung in ländlichen Gebieten existiert nicht, in den meisten Regionen gelten Mofas und selbst Fahrräder als Luxusgüter. Weiterführende Schulen sind kostenpflichtig, was dazu beiträgt, dass nur wenige Menschen eine solche Schule besuchen können. Die offizielle Dauer der Schulpflicht in Laos beträgt 8 Jahre, laut UNESCO liegt die Einschulungsquote (Stand 2008) bei 83 %. In Laos herrscht Schuluniformpflicht. In größeren Städten – z. B. in Phonsavan und in Thakhek – gibt es Kindergärten nach DDR-Vorbild, die auch auf Laotisch „kindergarten“ genannt werden.
Das Schulsystem Laos’ wurde ab 1975 von der Regierung wiederaufgebaut. Es besteht regulär aus elf Schuljahren und gliedert sich folgendermaßen: Grundschule (ab dem sechsten Lebensjahr) fünf Jahre, untere Sekundarstufe drei Jahre, obere Sekundarstufe drei Jahre. Unterrichtet wird in der Landessprache Laotisch. An einigen Schulen werden außerdem die Fremdsprachen Französisch und Englisch gelehrt.

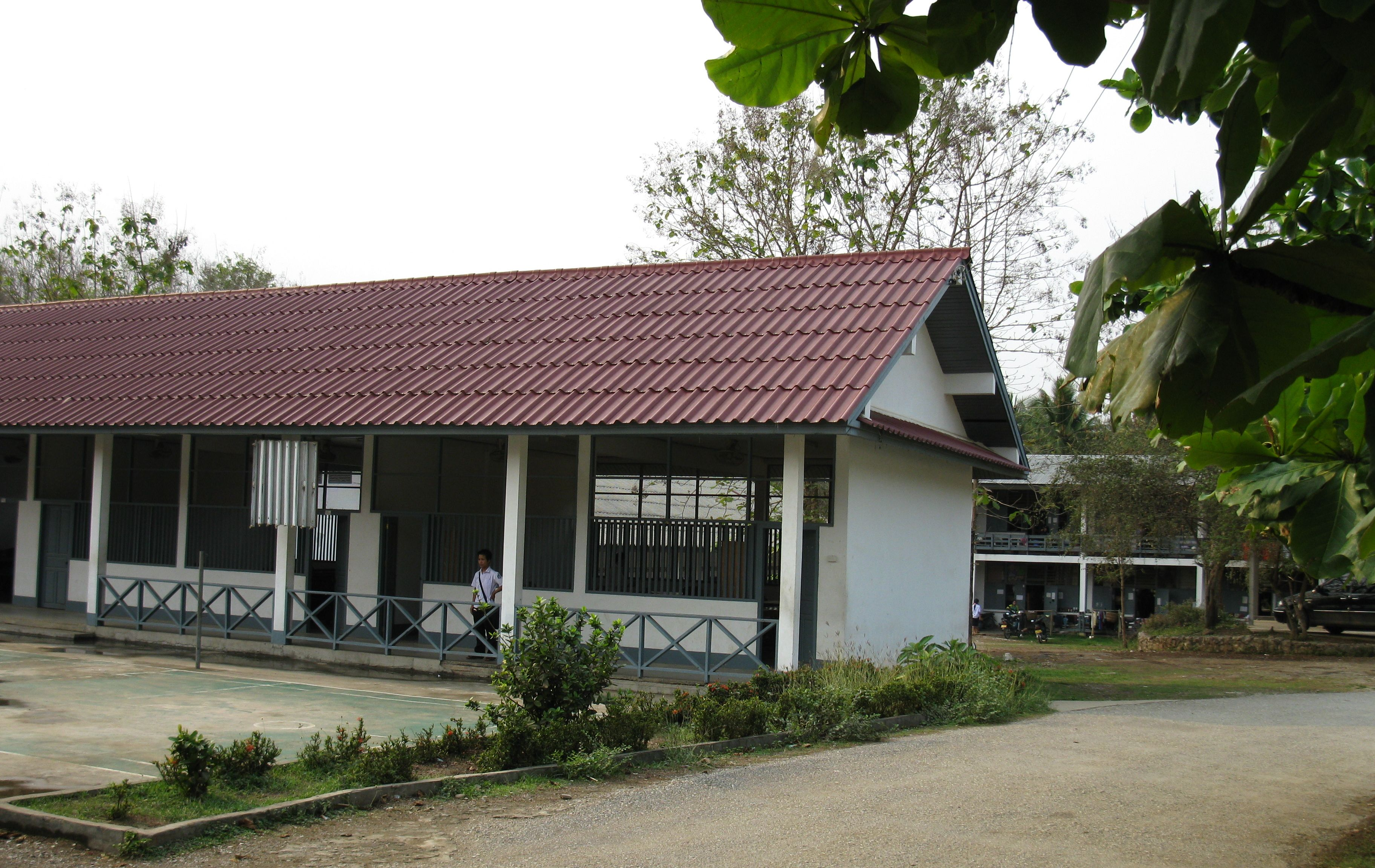
Universitätsgelände in Luang Prabang

1996 wurden die elf Hochschulen des Landes zur Nationaluniversität Laos (National University of Laos, NUOL) zusammengefasst. Die meisten Einrichtungen befinden sich in der Hauptstadt Vientiane, manche sind auch in Luang Prabang oder in anderen größeren Städten. Die Universität umfasst folgende Fakultäten: Naturwissenschaften, Ingenieurwesen, Architektur, Sozialwissenschaften, Landwirtschaft, Forstwissenschaft, Pädagogik/Bildung, Ökonomie, Recht, Politik, Schriftlehre und Medizin. Außerdem gibt es ein Zentrum für nachhaltige Entwicklung sowie die School of Foundation Studies. Vor Studienbeginn müssen alle Anwärter die zweijährige School of Foundation Studies besuchen, was in etwa der gymnasialen Oberstufe entspricht. Momentan werden an der NUOL rund 26.600 Studenten ausgebildet (Stand 2008).

### Gesundheit

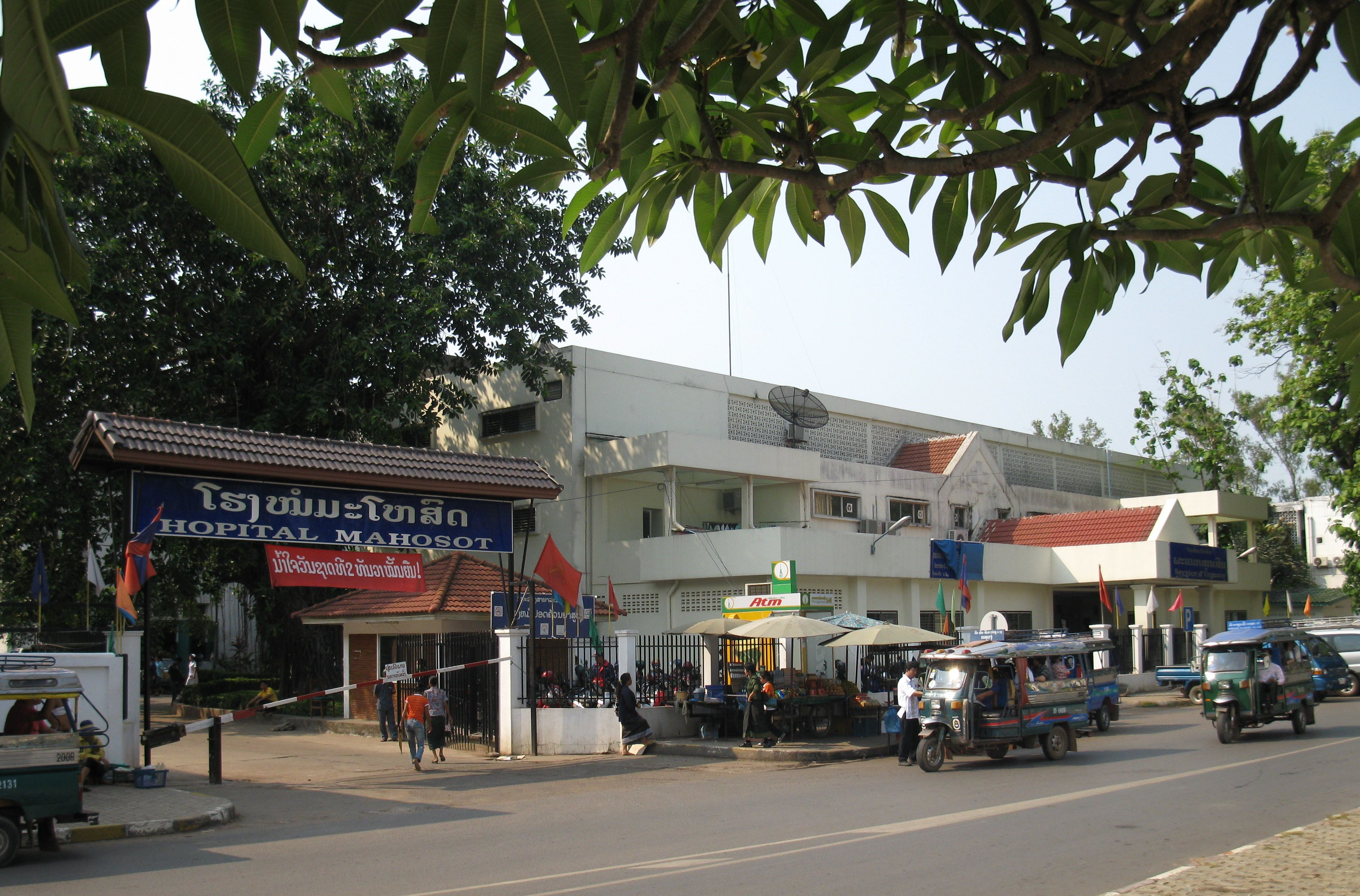
Krankenhaus in Vientiane

#### Allgemeine Informationen
Die Gesundheitsausgaben des Landes betrugen im Jahr 2021 2,7 % des Bruttoinlandsprodukts. Im Jahr 2017 praktizierten in Laos 4,4 Ärztinnen und Ärzte je 10.000 Einwohner. Das vom Gesundheitsministerium unterhaltene Gesundheitswesen stellt Einrichtungen zur mobilen Gesundheitsfürsorge und stellt pro 389 Einwohner ein Krankenhausbett zur Verfügung. Das bedeutendste Krankenhaus des Landes ist das Mahasot Hospital in der Hauptstadt Vientiane. Einen staatlich organisierten Rettungsdienst gibt es in Laos nicht. Die Sterblichkeit bei unter 5-jährigen betrug 2022 40,4 pro 1000 Lebendgeburten. Die Lebenserwartung der Einwohner von Laos ab der Geburt lag 2022 bei 69 Jahren (Frauen: 71,2, Männer: 66,9). Die Lebenserwartung stieg von 58,4 Jahren im Jahr 2000 bis 2022 um 18 %.
Aufgrund der maroden Trinkwasserver- und Abwasserentsorgung ist in ganz Laos Malaria verbreitet, wobei das Infektionsrisiko in und um Vientiane deutlich niedriger ist als anderswo. Zwischen Mai und Oktober ist das Malariarisiko am höchsten. Einige der vorkommenden Malariaerreger sind gegen bestimmte Prophylaxemedikamente bereits resistent. Weitere Krankheiten, die von Stechmücken übertragen werden, sind Denguefieber und Japanische Enzephalitis, daneben sind Hepatitis A und Typhus weitere Krankheiten, gegen die Touristen zeitig genug vor der Einreise nach Laos geimpft sein müssen.
Vorbereitet sein müssen Reisende auch auf Durchfallerkrankungen sowie Dehydratation. HIV/AIDS ist in Laos noch wenig verbreitet, auch wenn offizielle Statistiken nicht zuverlässig sind. Laos ist jedoch von Ländern umgeben, in denen HIV ein allgemeines Problem geworden ist. Durch verstärkte Migration innerhalb Südostasiens, etwa laotischer Arbeitsmigranten in die Nachbarländer oder ausländischer Erwerbspersonen nach Laos, sowie den Tourismus und den weiterhin niedrigen sozialen Status der Frau wird sich HIV wahrscheinlich auch in Laos weiter ausbreiten, obwohl es Regierungsinitiativen zur HIV-Aufklärung gibt.
Im Jahr 2000 waren 37,6 % der Bevölkerung unterernährt. Dieser Wert sank bis zum Jahre 2015 auf 17,1 %. Aufgrund einer rapiden Abwertung des Kip, der laotischen Währung, begannen die Lebensmittelpreise in Laos ab Mitte des Jahres 2022 drastisch zu steigen. Die Inflation in Bezug auf Lebensmittelpreise erreichte zwischenzeitlich einen Wert von über 50 % und war auch zu Beginn des Jahres 2024 noch die höchste aller Länder der Region. Als Reaktion auf die gestiegenen Lebensmittelpreise setzt die laotische Bevölkerung zunehmend auf Subsistenzwirtschaft oder nimmt weniger Essen zu sich, weshalb befürchtet wird, dass der Anteil der unterernährten Menschen in der Bevölkerung wieder steigen könnte.

#### Drogenproblem
Mit Opium sind die Bewohner des heutigen Laos seit dem 18. Jahrhundert vertraut, als der Opiumhandel mit China begann und sich infolgedessen die Drogensucht im Land ausbreitete. Das Wissen über die Produktion von Opium kam im frühen 19. Jahrhundert mit den einwandernden Hmong nach Laos.
Seit 1899 ließ die französische Kolonialverwaltung kontrolliert Opium produzieren und die Produktion unter ein staatliches Monopol stellen, unter dem 1928 75 t Opium über lizenzierte Händler vertrieben wurden, dazu kam Schmuggelware aus der nahegelegenen chinesischen Provinz Yunnan. Die eingewanderten Hmong produzierten 1909 3,5 t, nach den Aufständen 1919–1922 und 1923 jedoch schon 23 t, ab 1930 wurde durch verstärkte Kontrolle der Anbau fast vollständig unterdrückt. Die unter japanischer Besatzung weiterbestehende vichytreue Verwaltung sah sich aus fiskalischen Gründen gezwungen, in ganz Indochina, in dem zu dieser Zeit bis zu 100.000 Drogenabhängige lebten, den Anbau auszubauen. Die ans Monopol durch Zwischenhändler wie Touby Lyfoung abgelieferte Menge stieg von 7,5 t 1940 auf 60 t vier Jahre später.
Im ersten Indochinakrieg nutzte die vom französischen Geheimdienst SDECE aufgestellte Einheit GCMA unter dem Kommando des berüchtigten Roger Trinquier das in Laos angebaute Opium, um bis 1954 ihren Krieg gegen die Kämpfer der Pathet Lao zu finanzieren.
Offiziell hatte Laos das aus französischer Zeit übernommene Opiummonopol (Opium Régie du Laos) 1961 abgeschafft und den Opiumhandel unter Strafe gestellt. Anbau und Export, die ursprünglich zur Finanzierung der GCMA bis 1954 massiv ausgeweitet worden waren, gingen jedoch weiter. Unter General Phoumi Nosavan war der Luftwaffengeneral Ouane Rattikone ab 1962 beauftragt, die Opiumgeschäfte der Regierung zu leiten. Zu dieser Zeit wurde monatlich etwa 1 t Opium an die Kumpanen von Nguyen Kao Ky in Südvietnam geliefert, die es zielgerichtet an US-amerikanische Soldaten verkauften. Die Exporte verdreifachten sich bis 1964. Nachdem Ouane 1965 den stellvertretenden Premierminister Phoumi vertrieben hatte, übernahm er den Opiumhandel besonders im Nordwesten selbst. Zunächst schaltete er als Transporteure die Air Laos Commerciale aus, wodurch sich jedoch logistische Probleme ergaben. Um eine Schwächung der Luftwaffe zu vermeiden, kaufte die amerikanische Entwicklungshilfeorganisation USAID für ihn und den im Nordosten operierenden Vang Pao zwei Douglas-DC-3-Transportmaschinen. Es wurde eine Fabrik betrieben, die ab 1965 Heroin der Marke Double-U-O Globe produzierte.
In den frühen 1970er Jahren wurde die Anzahl der opiumabhängigen Einwohner auf 50.000 geschätzt. Für 1992 wurde geschätzt, dass etwa zwei Prozent der Bevölkerung opiumabhängig waren. Die Anbaufläche betrug 15.000–20.000 ha, mit einer Produktion von 60–140 t. 60 Prozent der Abhängigen waren Bewohner der bergigen Regionen im Norden des Landes. Für 1995 wurde geschätzt, dass Laos 80 Tonnen Opium für den eigenen Verbrauch produzierte und weiterhin 40 bis 60 Tonnen exportierte. Damit war Laos nach Afghanistan und Myanmar die drittwichtigste opiumproduzierende Nation.
Erst seit 1996 werden Produktion, Vertrieb und Konsum von Opium tatsächlich bestraft. Trotzdem wurde für 2001 eine Zahl von 58.000 Drogenabhängigen geschätzt. In zunehmendem Maße werden neben Opium auch Heroin, Amphetamine und Klebstoffe als Rauschmittel konsumiert.
Die Regierung von Laos versucht in Zusammenarbeit mit dem UNDP und Nichtregierungsorganisationen, das Problem des Drogenmissbrauches zu bekämpfen. Schwerpunkt ist es, den Produzenten von Opium eine alternative Einkommensquelle zu bieten. Parallel dazu werden Bildungsprogramme in den betroffenen Regionen durchgeführt. Es werden Projekte zur Vorbeugung und Behandlung von Drogenmissbrauch, die im Einklang mit der lokalen Kultur stehen, gestartet. Daneben gibt es Maßnahmen zur Durchsetzung des Gesetzes über den Opiumhandel. Art. 135 des Strafgesetzbuches sieht für Drogenhändler die Todesstrafe vor, die aber bisher noch nicht angewendet wurde. Das Fehlen ihres einzigen „cash crop“ führt zur Verarmung. Ziel der Regierung war es, im Jahr 2015 drogenfrei zu sein.

## Geschichte
Archäologische Funde in den Provinzen Houaphan und Luang Prabang belegen menschliche Aktivität auf dem Gebiet des heutigen Laos vor etwa 40.000 Jahren. Siedlungen sesshafter, Landwirtschaft betreibender Bewohner gab es um 4000 v. Chr., während Funde in Grabstätten aus der Zeit um 1500 v. Chr. auf eine komplexe, entwickelte Gesellschaft schließen lassen. Ab etwa 700 v. Chr. wurden im heutigen Laos Eisenwerkzeuge verwendet, die auf enge Kontakte mit benachbarten indischen und chinesischen Zivilisationen hindeuten. Auch die monumentalen Steinkrüge in der Ebene der Steinkrüge sind der Eisenzeit (etwa um die christliche Zeitenwende) zuzuordnen.
Die ältesten Volksgruppen des heutigen Laos sind die Lua und Khmu (oft zu Lao Theung – „Hochland-Laoten“ – zusammengefasst), die zur austroasiatischen Sprachfamilie gehören. Von den später eingewanderten Tai/Lao wurden sie als kha bezeichnet, was aber als abwertend angesehen wird, da es auch „Diener“ oder „Sklave“ bedeuten kann. Ihre Anwesenheit ist seit etwa 500 n. Chr. dokumentiert. Zu dieser Zeit gehörte der Süden des heutigen Laos zum staatsähnlichen Gebilde Funan. In der südlaotischen Provinz Champasak lag vermutlich die Stadt Shrestapura, eine der Hauptstädte des vom 6. bis 8. Jahrhundert bestehenden Staatenverbunds Chenla, eines Nachfolgers Funans und Vorläufers des späteren Khmer-Reichs (Kambuja). Anfang des 8. Jahrhunderts spaltete sich Chenla chinesischen Chroniken zufolge in ein „Land-Chenla“ und ein „See-Chenla“. Südlaos gehörte zum Kerngebiet von „Land-Chenla“.
Tai-Völker, zu denen die Lao gehören, wanderten wahrscheinlich im Verlauf des 1. Jahrtausends aus China in die nördlichen Teile Südostasiens, auch in das nördliche Laos, ein. Als Lao werden die Tai-Stämme bezeichnet, die sich im mittleren Mekongtal niederließen; ein weiteres Tai-Volk, die Phuan, siedelten sich hingegen in der „Ebene der Steinkrüge“ an. Bis an die Schwelle vom 19. zum 20. Jahrhundert konnten ‚Lao‘ und ‚T(h)ai‘ noch synonym verwendet werden, erst dann bildeten sich separate nationale Identitäten heraus. Da die Tai/Lao in den Flusstälern siedelten und Nassreisfeldbau betrieben, die „kha“ hingegen an den Berghängen, wo sie von Brandrodungsfeldbau lebten, koexistierten die beiden Volksgruppen weitgehend ohne Konkurrenz – eine Differenzierung, die zum Teil bis in die Gegenwart besteht. Die Lao bildeten – wie andere Tai-Völker Südostasiens – Müang genannte Stammesfürstentümer, die jeweils aus mehreren Dörfern bestanden und von einem Oberhaupt (chao) beherrscht wurden. Eines der ältesten Müang war Müang Sua, das heutige Luang Prabang, das wahrscheinlich im 11. Jahrhundert gegründet wurde. Die Lao nahmen den Buddhismus an, pflegten aber auch weiterhin animistische Traditionen der Tai-Völker, etwa die Verehrung von Ahnen und Lokalgeistern (phi). Im 12. und 13. Jahrhundert gehörten weite Teile des heutigen Laos zum Machtbereich des Khmer-Reichs von Angkor.
Als Anfangspunkt der eigentlichen Geschichte Laos’ wird üblicherweise das Jahr 1353 angenommen, als der Herrscher von Müang Sua, Fa Ngum (der zuvor als Kommandeur im Heer von Angkor gedient hatte), das Königreich Lan Xang Hom Khao, das „Reich der Millionen Elefanten unter einem weißen Schirm“, gründete. Lan Xang war kein einheitliches Reich, sondern ein Mandala, ein komplexes staatsähnliches Gebilde aus mehreren Müang, die ein politisches und spirituelles Zentrum (bis 1563 Luang Prabang, anschließend Vientiane) und einen König als Oberherrscher anerkannten, aber in inneren Angelegenheiten autonom blieben. Die Herausbildung Lan Xangs wurde durch den Niedergang Angkors begünstigt. Zur Zeit seiner größten Stärke umfasste der Einflussbereich Lan Xangs das gesamte heutige Laos, das heutige Nord- und Nordostthailand, Teile des myanmarischen Shan-Staats sowie Sipsong Panna in der heutigen südchinesischen Provinz Yunnan. Lan Xang erreichte im 17. Jahrhundert unter König Sulinyavongsa seine Blütezeit, in der bemerkenswerte Kulturgüter, vor allem in Literatur und Dichtung, geschaffen wurden. Handel und Bildung erreichten in dieser Zeit ein hohes Niveau.

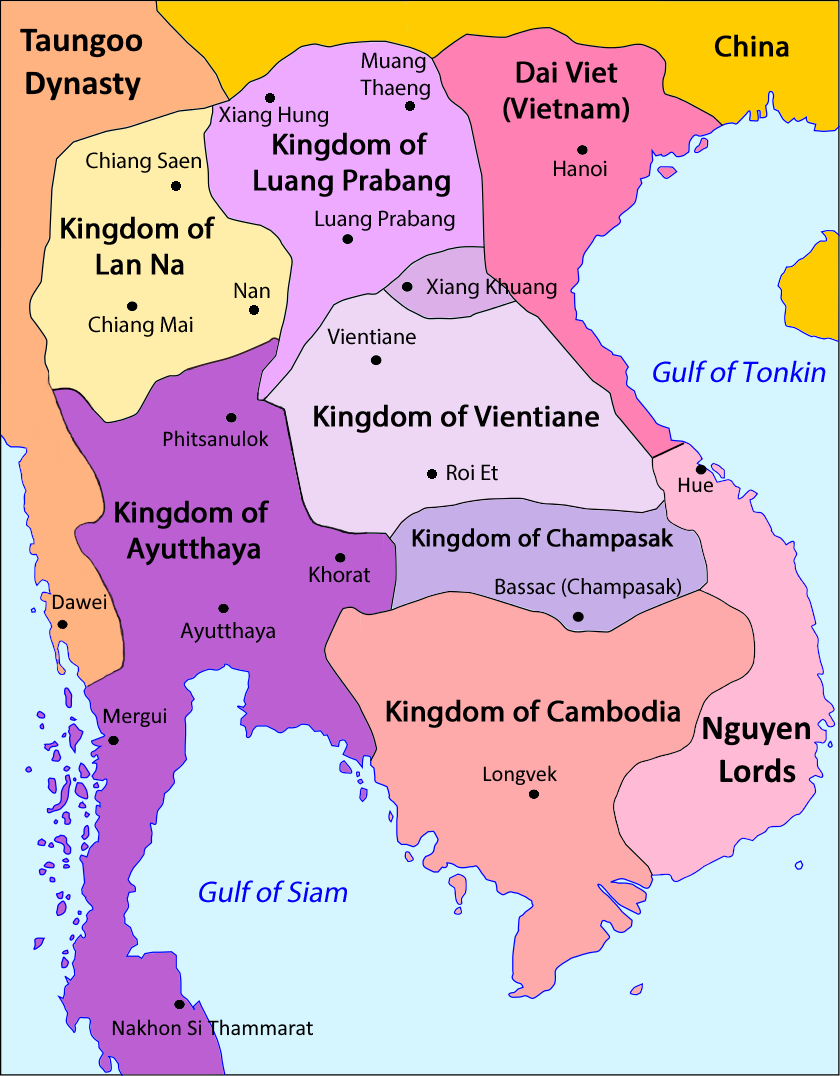
Ungefähre Abgrenzung der Herrschaftsbereiche auf dem südostasiatischen Festland um 1750

Nach Sulinyavongsas Tod zerfiel Lan Xang unter Thronfolgestreitigkeiten und wurde 1707 in drei separate Monarchien geteilt: Luang Prabang im Norden, Vientiane im Zentrum und Champasak im Süden. Auch das kleinere Fürstentum der Phuan in Xiang Khouang war zeitweise quasi unabhängig. Sie alle waren jedoch wiederholten Invasionen der mächtigeren Nachbarn aus Birma, Siam (Thailand) und Vietnam ausgesetzt, die den Anspruch auf Oberherrschaft erhoben. Da Vietnam den Mekong als Westgrenze, Siam aber die Annamitische Kordillere als Ostgrenze seiner Einflusszone betrachtete, gehörte Laos zu beiden sich überschneidenden Machtsphären und bildete einen Puffer zwischen ihnen. Die verschiedenen Lao-Herrscher balancierten die beiden mächtigen Nachbarn aus, neigten mal dem einen, mal dem anderen zu, zeitweise zahlten sie auch beiden Seiten gleichzeitig Tribut. In inneren Angelegenheiten wahrten sie aber weitgehende Autonomie, wenngleich die Lao-Müang im heutigen Nordostthailand (Isan) zunehmend unter die direkte Kontrolle Siams und Xiang Khouang unter diejenige Vietnams geriet.
1827 rebellierte König Anuvong von Vientiane gegen die siamesische Oberherrschaft. Seine Truppen wurden jedoch nach ersten Erfolgen zurückgeschlagen. Anuvong wurde in Bangkok öffentlich ausgestellt und hingerichtet. Er wird heute als laotischer Nationalheld verehrt, obwohl damals noch nicht an eine Nation Laos zu denken war. Das Königreich Vientiane verlor seine Autonomie, und die Hauptstadt wurde dem Erdboden gleichgemacht. Ein Großteil der Bevölkerung des heutigen Zentral-Laos wurde auf die westliche Seite des Mekong (ins heutige Thailand) verschleppt.

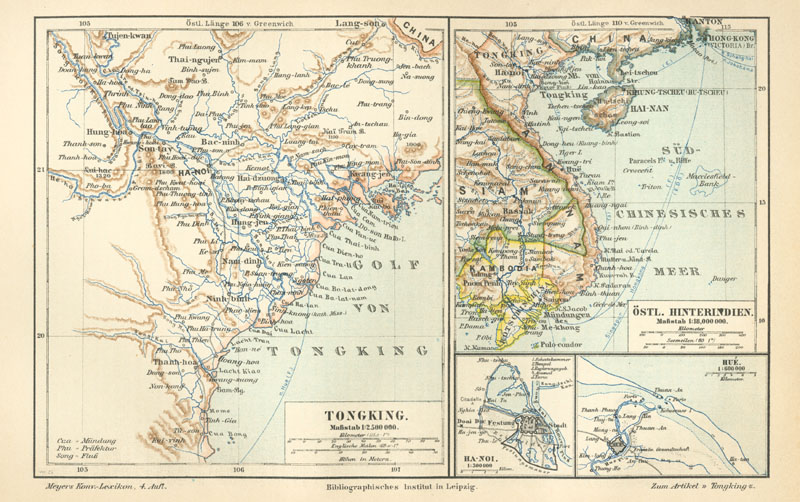
Karte der Region um 1888

Ab der Mitte des 19. Jahrhunderts erlangte Frankreich als Kolonialmacht immer stärkeren Einfluss im kontinentalen Südostasien. 1893 eroberten die Franzosen die linke Uferseite des Mekong und zwangen Siam zur Anerkennung des Mekong als Grenze. Die westlich des Mekong gelegenen von Laoten besiedelten Gebiete blieben dagegen bei Siam. Sie bilden bis heute den thailändischen Isan. Der Mekong wurde von der Mittelader des laotischen Siedlungsgebiets zum Grenzfluss. Das heutige Laos wurde als Protektorat Laos in die französische Kolonie Französisch-Indochina eingegliedert. Sämtliche Pläne für die wirtschaftliche Entwicklung des Landes blieben jedoch unverwirklicht. Im frühen 20. Jahrhundert bildeten sich in Französisch-Indochina Widerstandsbewegungen gegen die Kolonialherrschaft; die Idee einer laotischen Nation entstand. Unter anderem gründete Ho Chi Minh 1930 die Kommunistische Partei Indochinas, deren Ziel die Vertreibung der Kolonialherren war.
Im Zweiten Weltkrieg war Laos von der japanischen Armee besetzt. Nachdem Japan bedingungslos kapituliert hatte und sich aus dem Land hatte zurückziehen müssen, erklärte Laos am 12. Oktober 1945 seine Unabhängigkeit. Es gelangte jedoch wiederum unter die Herrschaft der Franzosen. Am 19. Juli 1949 wurde der französisch-laotische Vertrag unterzeichnet, der Laos zu einem unabhängigen Mitglied innerhalb der Union française machen sollte. Daraufhin spaltete sich die Lao Issara („Freie/Unabhängige Lao“ – Unabhängigkeitsbewegung), da nur ein Teil der laotischen Unabhängigkeitskämpfer mit diesem Vertrag zufrieden war. In den folgenden Jahren ging der Einfluss Frankreichs zurück, Wahlen fanden statt, und die USA gewannen an Einfluss. Frankreich unterlag schließlich in Vietnam, gab am 21. Juli 1954 während der Indochinakonferenz (Genfer Konferenz) offiziell alle Ansprüche in Indochina auf und sagte zu, seine Truppen abzuziehen und die Unabhängigkeit Laos’ anzuerkennen, womit Laos schließlich seine vollständige Souveränität erlangte. 1958 wurde das aktive und passive allgemeine Frauenwahlrecht eingeführt.
Der Laotische Bürgerkrieg war mit dem Vietnamkrieg verbunden. Die Nordvietnamesen unterstützten die Pathet-Lao-Guerillas gegen die laotische Regierung, die von den Vereinigten Staaten unterstützt wurde. Laos war im Vietnamkrieg offiziell neutral. 1959 fiel Nordvietnam in Laos ein, um den Ho-Chi-Minh-Pfad zu kontrollieren und zu erweitern. Die CIA organisierte in den 1960er Jahren eine Guerilla-Gegenarmee, die sich aus Mitgliedern der Hmong-Leute von Long Tieng zusammensetzte, um gegen die Pathet Lao zu kämpfen. Dieser Konflikt war der internationalen Öffentlichkeit weitgehend unbekannt. Die zu Beginn erfolgreiche Operation endete in einem Desaster und hatte den Tod und die Flucht vieler Hmong zur Folge. Der zu einem großen Teil durch Laos verlaufende Ho-Chi-Minh-Pfad war nur ein Teilaspekt im Kampf gegen den Kommunismus, so wurden über Laos bei den amerikanischen Flächenbombardements pro Einwohner geschätzte 2,5 Tonnen an Sprengsätzen abgeworfen. Daher gehört Laos zu den am schwersten bombardierten Ländern der Welt, mit bis heute einem hohen Anteil an Blindgängern und Landminen.
Nach dem Ende des Vietnamkrieges übernahmen die kommunistisch geprägten Kräfte des Pathet Lao durch eine – im Vergleich zum Geschehen im Nachbarland Kambodscha – unblutige Revolution im Jahre 1975 die Macht und proklamierten am 2. Dezember 1975 die Demokratische Volksrepublik Laos. Die Laotische Revolutionäre Volkspartei wurde zur regierenden Partei des Landes bestimmt, und der erste Premierminister, Kaysone Phomvihane, blieb bis 1992 im Amt. Durch politische und wirtschaftliche Repressionen blieb das Land weiterhin unsicher und instabil, und etwa 10 % der Bevölkerung verließen Laos, vor allem in Richtung Thailand, Frankreich, USA und Australien.
Aufgrund von schwerwiegenden Wirtschaftsproblemen leitete Laos ab 1986 unter dem Namen Neuer ökonomischer Mechanismus eine Öffnungs- und Reformpolitik ein, mit dem Ziel, den allmählichen Übergang von der Plan- zur Marktwirtschaft zu realisieren. Im Rahmen dieser Reformen wurden Wirtschaftsliberalisierungen durchgeführt und die Wirtschaftsbeziehungen zum Ausland verstärkt.
Auch politische Reformen werden allmählich in Angriff genommen. So verabschiedete die Volksversammlung am 14. August 1991 die erste Verfassung seit der Machtübernahme der Kommunisten, und seit 1997 ist Laos Mitglied der ASEAN.
Einen nach wie vor ungelösten Konflikt gibt es in der Sonderzone Saysomboun nordöstlich von Vientiane, wo noch bis heute Kämpfe zwischen kommunistischer Regierung und bewaffneten Widerstandsgruppen ausgetragen werden. Die Mitglieder dieser Widerstandsgruppen rekrutieren sich hauptsächlich aus Angehörigen der Hmong-Minderheit und haben sich in die Bergregionen zurückgezogen, wo sie in großer Armut leben. Wiederholt kam es zu Überfällen und Attentaten in und um Vientiane und an wichtigen Verkehrswegen, denen nicht zuletzt ausländische Touristen zum Opfer gefallen sind. Andererseits wird auch von schweren Menschenrechtsverletzungen des Militärs im Kampf gegen die Aufständischen berichtet.

## Politik
Seit der Machtergreifung der marxistisch-leninistischen Laotischen Revolutionären Volkspartei (LRVP) im Jahr 1975 ist Laos ein Einparteienstaat und damit einer der weltweit fünf Staaten unter Führung einer kommunistischen Einheitspartei, die den Zusammenbruch der realsozialistischen Diktaturen zwischen 1989 und 1991 überdauert haben. Das politische Leben des Landes wird von der dualen Struktur aus Partei und Staat dominiert, alle staatlichen Amtsträger sind auch Funktionäre der Partei. Dies gibt der LRVP eine uneingeschränkte Macht und Kontrolle über das Geschehen im Land. Die NGO Freedom House stuft das politische System des Landes deshalb als „unfrei“ ein und gibt ihm bezüglich der Wahrung politischer Rechte und Bürgerrechte sehr schlechte Bewertungen.
Das Staatsoberhaupt von Laos ist der Präsident, den die Laotische Revolutionäre Volkspartei stellt und der in der Regel auch Parteivorsitzender ist. Der Präsident ernennt den Premierminister und seine Stellvertreter, Minister, Provinzgouverneure und Bürgermeister der Präfekturen, wobei er sich alle Personalentscheidungen vom Parlament bestätigen lassen muss.

### Legislative

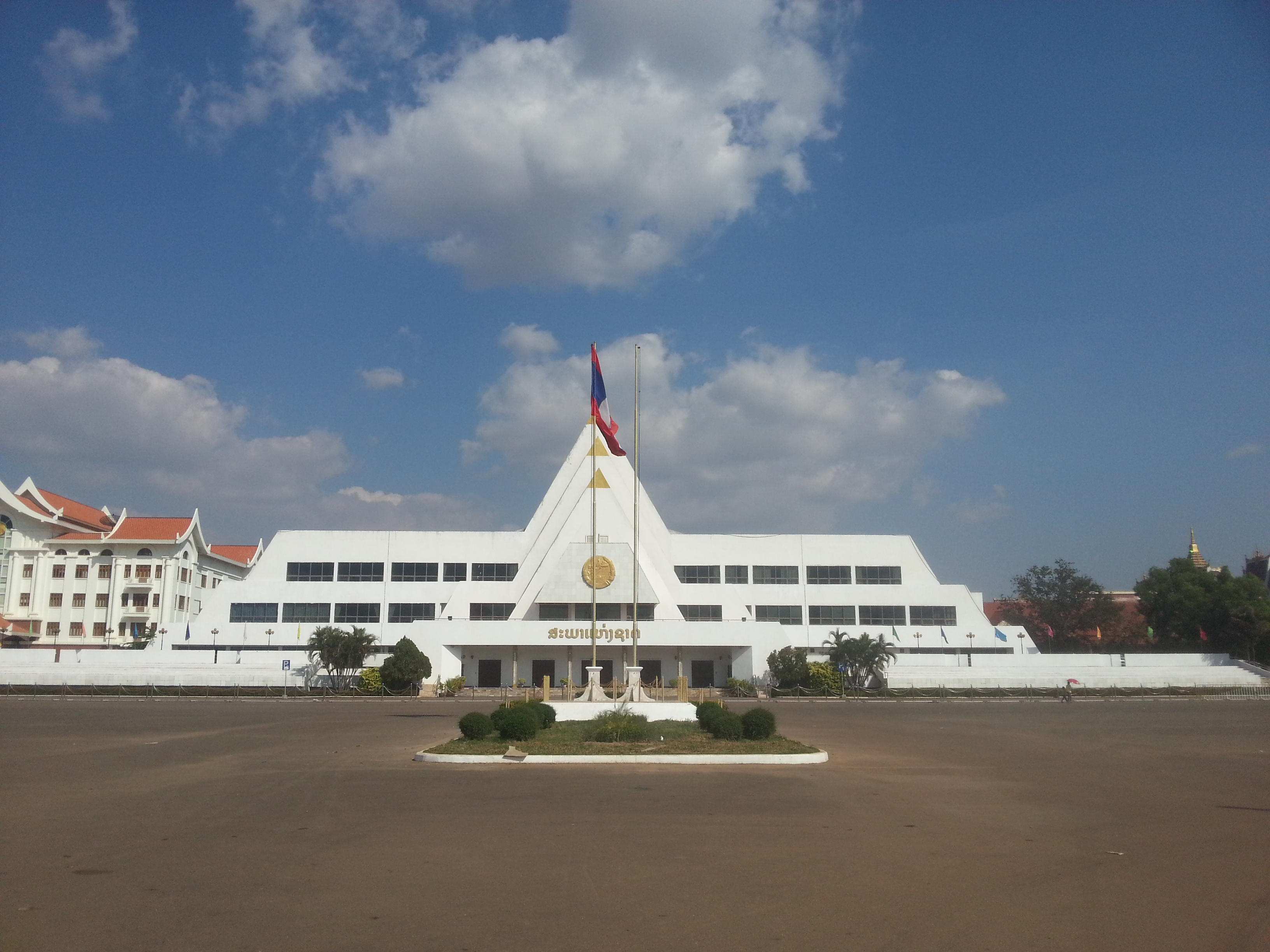
Nationalversammlung in Vientiane

Das gemäß der Verfassung höchste Organ des laotischen Staates und gleichzeitig die gesetzgebende Körperschaft ist die Nationalversammlung. Es handelt sich um ein Einkammerparlament mit 132 Sitzen, die alle fünf Jahre in allgemeinen Wahlen vergeben werden. Das Parlament tagt jährlich zwei Mal für wenige Wochen. Danach überwacht ein Ständiger Ausschuss die Umsetzung der Beschlüsse, legt die Verfassung aus und schlägt Kandidaten für wichtige Ämter vor. Zu diesem Ständigen Ausschuss gehören der Parlamentspräsident, sein Stellvertreter und acht Abgeordnete. Diesem Ausschuss sind die einzelnen Parlamentsausschüsse, interne Abteilungen und die 18 Provinzbüros der Nationalversammlung unterstellt.
Aufgabe des Parlamentes ist es, mit Zweidrittelmehrheit den Staatspräsidenten zu wählen, den Ministerpräsidenten auf Vorschlag des Staatspräsidenten zu wählen sowie Minister, die Richter des Obersten Volksgerichtshofes und den Generalstaatsanwalt zu wählen. In der Praxis werden jedoch lediglich die Entscheidungen aus dem Zentralkomitee der Laotischen Revolutionären Volkspartei abgesegnet.
Auch Massenorganisationen dürfen unter gewissen Voraussetzungen Gesetzesentwürfe einbringen. Das Parlament ist auch für die Genehmigung von Wirtschaftsplanung, Budget sowie Änderungen in der Regierung zuständig.

### Exekutive
Die exekutive Gewalt liegt beim Staatspräsidenten und bei dem Ministerrat. Der Ministerpräsident ist auch Vorsitzender des Ministerrates, hat jedoch kaum Entscheidungsspielraum. In der Praxis werden die Entscheidungen des Zentralkomitees der Laotischen Revolutionären Volkspartei von der Exekutive umgesetzt.
Die Verwaltungen der Provinzen und Distrikte haben die gleiche Struktur wie die Zentralregierung. Die Gemeindevertreter werden andererseits von der Bevölkerung gewählt und danach vom Provinzgouverneur formell ernannt.

### Verfassung, Recht und Korruption
Die erste provisorische Verfassung erhielt Laos im Jahre 1945, sie wurde bereits 1947 durch die Staatsverfassung für das Königreich Laos ersetzt, in der der französische Einfluss auf die laotische Politik sichergestellt wurde. Nach der Außerkraftsetzung dieser Verfassung im Rahmen der Machtergreifung durch die LRVP wurde Laos bis 1991 nur durch Dekrete und Parteibeschlüsse regiert. Die Verfassung von Laos ist das Ergebnis von Diskussionen, die 1989 begannen und in deren Verlauf Kritiker, die ein Mehrparteiensystem forderten, verhaftet wurden. Sie schreibt den politischen Führungsanspruch durch die LRVP als legitimes Machtzentrum und das Prinzip des demokratischen Zentralismus fest, verzichtet jedoch auf die Utopie einer kommunistischen Gesellschaft oder die Diktatur des Proletariats. Sie enthält auch Regelungen zur kapitalistischen Wirtschaftsordnung, erkennt die Bedeutung des Buddhismus an und definiert den Staat als Förderer der Sangha. Die Strukturen des Regierungssystems oder die Beziehungen zwischen den drei Gewalten werden nur oberflächlich behandelt. Die Auslegung der Verfassung obliegt dem Ständigen Ausschuss der Nationalversammlung.
Das Recht war unmittelbar nach der Machtergreifung durch die LRVP ein Vollstreckungsinstrument der Partei, Revolutionsrichter und Volkstribunale entschieden auf Basis der Parteilinie. Im Jahre 1983 wurden ein Oberstes Gericht und Volksgerichte auf Provinzebene eingerichtet. Die Verfassung von 1991 definiert die Struktur des Justizsystems mit einem Obersten Volksgerichtshof sowie Volksgerichten auf Provinz- und Distriktebene, daneben gibt es noch Militärgerichte. Der Präsident des Obersten Volksgerichtshofes wird vom Ständigen Ausschuss der Nationalversammlung vorgeschlagen und durch die Nationalversammlung ernannt; die Richter auf den untergeordneten Gerichten werden vom Obersten Gericht bestimmt. Da das Justizsystem von der LRVP abhängig ist, kann von richterlicher Unabhängigkeit nicht die Rede sein; in der Praxis holen Richter vor wichtigen Entscheidungen häufig die Meinung hoher Parteiebenen ein.
Als Folge bekommt Laos im Rechtsstaatlichkeitsindikator der Weltbank oder beim Korruptionswahrnehmungsindex sehr schlechte Bewertungen. Korruption durchdringt die gesamten Staats- und Parteistrukturen, die von Patronagenetzwerken einflussreicher Unternehmer und Familienclans vereinnahmt werden. Mitglieder mächtiger Familienclans streben gezielt in Partei- und Staatsämter, um ihre wirtschaftlichen Interessen abzusichern. Daran haben auch die Verabschiedung eines Gesetzes zur Korruptionsbekämpfung, die Gründung einer Anti-Korruptionskommission beim Präsidenten und eines Rechnungshofes nicht viel geändert. Es gibt keine Strafverfolgung korrupter hochrangiger Partei- und Staatsfunktionäre.

### Parteien und Massenorganisationen
Parteien gibt es in Laos seit den 1950er Jahren, jedoch nicht als Organisationen zur Durchsetzung von Interessen bestimmter Gesellschaftsschichten, sondern als Patronagekonstrukte einflussreicher Familien. Die Ausnahme davon stellt die 1955 aus der Kommunistischen Partei Indochinas hervorgegangene Laotische Volkspartei dar, die sich im Jahre 1972 in Laotische Revolutionäre Volkspartei (LRVP) umbenannte. Sie ist eine leninistische Partei nach dem Vorbild osteuropäischer kommunistischer Parteien, die nach dem Prinzip des demokratischen Zentralismus funktioniert. Seit ihrer Machtergreifung im Jahre 1975 sind andere Parteien verboten.
Die LRVP ist in allen laotischen Distrikten vertreten und hat eine zur staatlichen Struktur parallele Parteistruktur aufgebaut. Sie ist somit auch in allen Ministerien, Massenorganisationen, dem Militär und in den staatlichen Organisationen auf allen Organisationsebenen vertreten und stellt dadurch die Umsetzung ihrer Beschlüsse sicher. Sie ist die einzige zentralistische Organisation des Landes. Auf ihrer obersten Ebene stehen ein Politbüro, das Parteisekretariat und das aus 61 Mitgliedern zusammengesetzte Zentralkomitee. Ihr oberstes Gremium ist der Parteitag, der alle fünf Jahre mit 576 Delegierten abgehalten wird.
Um Mitglied der Partei zu werden, muss man ein Einladungs- und Ausleseverfahren durchlaufen. Im Jahre 2011 waren etwa 3 % der Bevölkerung Mitglied in der LRVP. Ohne Parteimitgliedschaft ist es nicht möglich, eine höhere Position im Staat oder in einem staatlichen Unternehmen, geschweige denn dem Militär, zu bekleiden. Umgekehrt verleiht die Parteimitgliedschaft ihren Funktionären im staatlichen Dienst Autorität.

### Wahlen
Ein allgemeines Wahlrecht wurde in Laos im Jahre 1957 eingeführt. Nach der Machtergreifung durch die LRVP wurden im Jahre 1988 erstmals Wahlen zu den Gemeinde-, Distrikts- und Provinzversammlungen abgehalten. Im Jahre 1989 fanden die ersten Wahlen zur Nationalversammlung statt, seitdem werden sie alle fünf Jahre durchgeführt. Um bei einer Wahl kandidieren zu können, muss man ein Auswahlverfahren der LRVP durchlaufen; bei Dorfwahlen müssen die Kandidaten von den Distriktbehörden zugelassen werden. Kandidaten können von Staats- und Parteiorganisationen vorgeschlagen werden, das Nationale Wahlkomitee lässt Kandidaten zu, die sich zu den Prinzipien der Partei bekennen und über ausreichende Kenntnisse der Politik der LRVP verfügen. In der Praxis ist ein Großteil der zur Wahl stehenden Kandidaten auch Mitglied der LRVP, wenngleich unabhängige Kandidaten erlaubt sind.
Die Wahlen zur Nationalversammlung werden als relative Mehrheitswahl in Mehrmann-Wahlkreisen durchgeführt. Dabei steht ein Abgeordneter für 50.000 Wahlberechtigte. Es sind in der Regel mehr Kandidaten zugelassen als Sitze zu vergeben sind, die Wähler streichen die Kandidaten, die sie nicht wählen möchten. Als Wahlergebnis werden nur die gewählten Kandidaten und die Anzahl der abgegebenen Stimmen veröffentlicht.
Es ist unklar, inwiefern die Wahlen zur Einbindung bzw. Kooptation aller Gesellschaftsgruppen beitragen.

### Politische Indizes
| Name des Index                     | Indexwert    | Weltweiter Rang | Interpretationshilfe | Jahr |
| ---------------------------------- | ------------ | --------------- | --- | ---- |
| Fragile States Index               | 73,8 von 120 | 71 von 179      | Stabilität des Landes: erhöhte Warnung 0 = sehr nachhaltig / 120 = sehr alarmierend Rang: 1 = fragilstes Land / 179 = stabilstes Land | 2024 |
| Demokratieindex                    | 1,71 von 10  | 160 von 167     | Autoritäres Regime 0 = autoritäres Regime / 10 = vollständige Demokratie                                                              | 2024 |
| Freedom in the World Index         | 13 von 100   | —               | Freiheitsstatus: unfrei 0 = unfrei / 100 = frei                                                                                       | 2024 |
| Rangliste der Pressefreiheit       | 33,8 von 100 | 153 von 180     | Sehr ernste Lage für die Pressefreiheit 100 = gute Lage / 0 = sehr ernste Lage                                                        | 2024 |
| Korruptionswahrnehmungsindex (CPI) | 33 von 100   | 114 von 181     | 0 = sehr korrupt / 100 = sehr sauber                                                                                                  | 2024 |

### Außenpolitik
Aufgrund seiner historischen Erfahrungen war Laos stets bemüht, den Einfluss seiner zumeist deutlich größeren Nachbarn auszubalancieren. Das Binnenland Laos ohne Zugang zu den Weltmeeren wird als Durchgangsland in Ost-West- und Nord-Süd-Richtung zunehmend wichtig. Gleichzeitig macht seine Geografie das Land von seinen Nachbarn abhängig. Die drei großen Investoren China, Thailand und Vietnam sind für die wirtschaftliche Entwicklung in Laos besonders wichtig.
Der Einfluss von China, dem größten Investor in Laos, ist in den letzten Jahren stark gestiegen. Das wirtschaftliche Engagement Chinas hat zu einer deutlichen Zunahme der in Laos lebenden Chinesen geführt. Mit großen Infrastrukturprojekten und großflächigen Agrarkonzessionen sowie großen Immobilienprojekten in der Hauptstadt Vientiane greift China in die wirtschaftliche Entwicklung des Landes ein.
Seit dem Beitritt von Laos zu Association of Southeast Asian Nations (ASEAN) im Jahr 1997 ist diese Organisation zum wichtigsten Instrument sowohl der regionalen politischen Integration wie auch der wirtschaftlichen Öffnung des Landes geworden. Im Jahr 2016 hatte Laos zum zweiten Mal den ASEAN-Vorsitz inne.
Das Verhältnis zu den USA galt lange Zeit als angespannt, vor allem wegen der Flächenbombardements im Vietnamkrieg. Die Vereinigten Staaten investierten 2012 jedoch neun Millionen Dollar in die Räumung von Blindgängern. Außerdem besuchte Außenministerin Hillary Clinton Laos im selben Jahr, Präsident Barack Obama 2016.
Als Bruderstaat hatte die Deutsche Demokratische Republik gute Beziehungen zur Volksrepublik Laos, hingegen gab es auf Seiten der Bundesrepublik Deutschland bis 1990 keine diplomatischen Beziehungen. Diese wurden bis zur deutschen Einheit durch Frankreich wahrgenommen.

### Administrative Gliederung
Laos gliedert sich in 17 Provinzen (laotisch ແຂວງ Khwaeng) und eine Präfektur (laotisch ນະຄອນຫຼວງ Nakhon Luang). Darunter folgt eine Unterteilung in etwa 140 Distrikte (laotisch ເມືອງ Müang) und über 11.000 Dörfern (laotisch ບ້ານ Ban). Der laotische Staat räumt den Provinzen sehr viel Freiraum ein, während die Einheitspartei LRVP das zentralisierende Element darstellt. Dadurch werden die Umsetzung der Parteilinie und die Vorherrschaft der Partei sichergestellt.
Von 1994 bis 2006 bestand die Sonderzone (ເຂດພິເສດ – khetphiset) Saysomboun, die aus Teilen der Provinzen Vientiane und Xieng Khouang gebildet worden war und in diese wieder aufgeteilt wurde. 2013 wurde Saysomboun als Provinz neu errichtet.
Die Provinzen heißen im Einzelnen, sortiert nach dem nationalen Code der Verwaltungseinheiten:
| Code | Name                  | Bevölkerung 2015 |
| ---- | --------------------- | ---------------- |
| 01   | Vientiane (Präfektur) | 820.940          |
| 02   | Phongsali             | 177.989          |
| 03   | Luang Namtha          | 175.753          |
| 04   | Oudomxay              | 307.622          |
| 05   | Bokeo                 | 179.243          |
| 06   | Luang Prabang         | 431.889          |
| 07   | Houaphan              | 289.393          |
| 08   | Sainyabuli            | 381.376          |
| 09   | Xieng Khouang         | 244.684          |
| 10   | Vientiane (Provinz)   | 419.090          |
| 11   | Bolikhamsai           | 273.691          |
| 12   | Khammuan              | 392.052          |
| 13   | Savannakhet           | 969.697          |
| 14   | Salavan               | 396.942          |
| 15   | Sekong                | 113.048          |
| 16   | Champasak             | 694.023          |
| 17   | Attapeu               | 139.628          |
| 18   | Saysomboun            | 085.168          |

## Wirtschaft

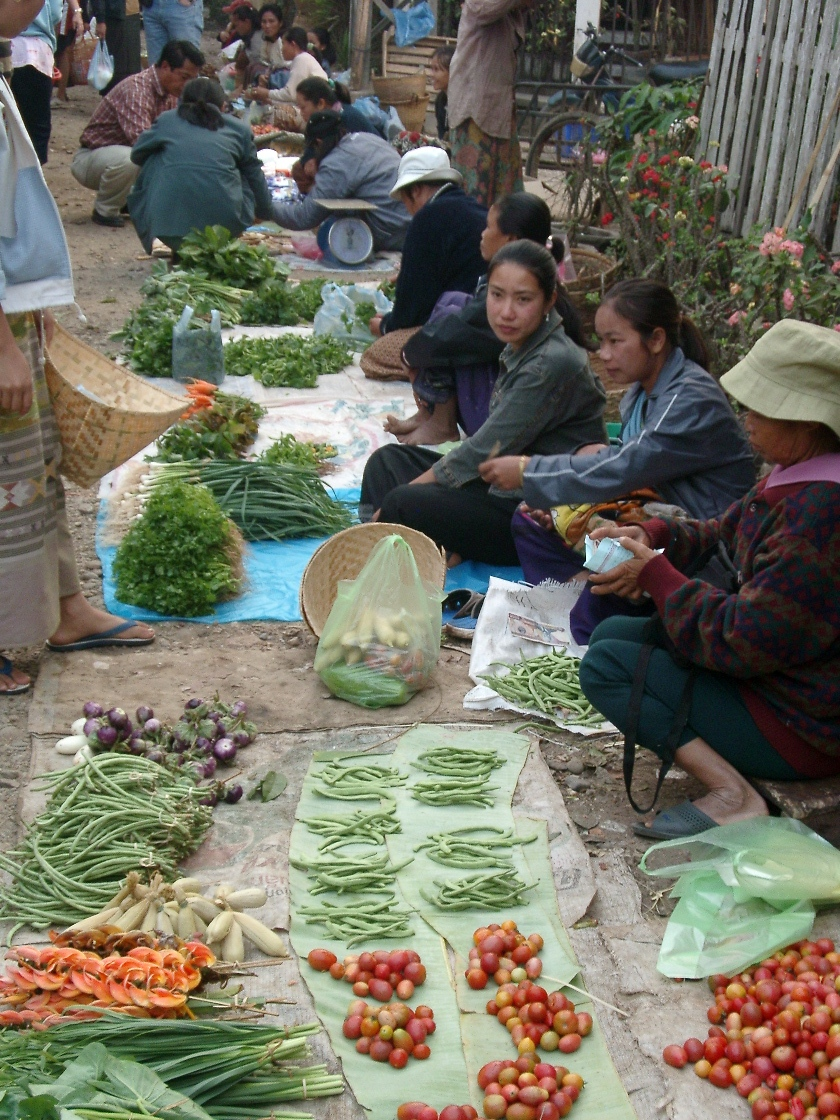
Typischer Gemüsemarkt am Straßenrand: Luang Prabang

Entwicklung des realen Bruttoinlandsprodukts pro Kopf

Anders als in den ebenfalls noch marxistisch-leninistisch regierten Staaten Kuba und Nordkorea wird die Versorgung der Bevölkerung sowie die allgemeine Wirtschaftsplanung in Laos nicht zentral kalkuliert und gesteuert. Es zählt daher mit Vietnam und China zu den Ländern, die eine wirtschaftliche Liberalisierung ohne eine politische Deregulierung vollzogen haben. Heute wird die laotische Wirtschaft daher als eine Sozialistische Marktwirtschaft bezeichnet, die mit der ökonomischen Struktur Vietnams nach den Đổi mới-Reformen vergleichbar ist – wenngleich die laotische Wirtschaftsleistung weitaus schwächer ausfällt. Nach der kommunistischen Machtübernahme wurde ab 1975 zunächst versucht, ein planwirtschaftliches Regime einzuführen. Bereits 1986 wurden im Rahmen des New Economic Mechanism (NEM) marktwirtschaftliche Reformen eingeführt, welche mit der NÖP der frühen Sowjetunion vergleichbar waren. So wurden nach und nach Preisbindungen und Subventionen abgeschafft, der Wechselkurs des Kip an den Marktkurs angepasst, ein Bankensystem nach westlichem Vorbild eingeführt und private Wirtschaftstätigkeit gefördert. Mit dem Aufbau von Institutionen, die die Marktwirtschaft regeln, wie etwa das Rechts- und Verwaltungssystem, wurde begonnen. In den 1990er Jahren wuchs die Wirtschaft dann jährlich real um mehr als 6 %. Ziel der Regierung war es, bis 2020 den Status eines Least Developed Country zu überwinden, was jedoch nicht gelungen ist.
Die Währungseinheit in Laos ist der neue Kip. Neben dem Kip werden US-Dollar und thailändische Baht vielerorts akzeptiert, auch wenn die Regierung bestrebt ist, die Verwendung dieser Währungen einzudämmen. Der Warenaustausch in den ländlichen Gebieten erfolgt aber meist im Tauschhandel; die Geldwirtschaft beschränkt sich auf die Städte.
Das Bruttoinlandsprodukt (BIP) betrug 2023 umgerechnet 15 Mrd. US-Dollar, das Pro-Kopf-Einkommen mit dem Bruttonationaleinkommen als Berechnungsgrundlage lag 2023 bei 1.971 USD. Der Landwirtschaftssektor erwirtschaftete 2016 20 % des BIP, die Industrie 32 % und der Dienstleistungssektor 48 %. Das BIP-Wachstum belief sich in den vergangenen 15 Jahren auf jeweils 6–8 %, wobei sich während der Asienkrise das Wachstum vorübergehend auf 4 % verlangsamte. Im Jahr 2017 betrug der reale Zuwachs des BIP 6,9 %, was eine leichte Abschwächung im Vergleich zum Vorjahr darstellte. Dazu trug eine restriktive Vergabe von Krediten, die Verhängung eines Verbotes von Holzexporten, die verringerte Nachfrage nach Rohstoffen und ein Rückgang der Touristenzahlen bei. Der Großteil des Wachstums kommt aus der Landwirtschaft, dem Export von Textilien, Holz und Holzprodukten, der Elektroenergie sowie ausländischen Investitionen (Entwicklungshilfe oder FDI).
Im Global Competitiveness Index, der die Wettbewerbsfähigkeit eines Landes misst, belegt Laos Platz 98 von 137 Ländern (Stand 2017–2018). Der Index für wirtschaftliche Freiheit 2024 des Landes war der 142 höchste von 176 Ländern.
Das Land führt eine Wertpapierbörse, die als Lao Securities Exchange bekannt ist.
Die prekäre Finanzlage des Landes kommt durch eine zunehmende Auslandsverschuldung zum Ausdruck: Ende des Jahres 2017 hielten ausländische Gläubiger Staatsschulden und mit Staatsbürgschaften besicherte Verbindlichkeiten im Wert von 49 % des BIP. China ist dabei der größte Gläubiger von Laos, das inzwischen mehr als die Hälfte seiner Schulden beim nördlichen Nachbarland hat. Im Zuge der durch die Covid-19-Pandemie nochmals verschärften wirtschaftlichen Nöte des Staates stufte die Ratingagentur Fitch Ratings im September 2020 Laos auf die unterste Bonitätsstufe ab, was bedeutet, dass die Gefahr einen Staatsbankrotts besteht.
| Jahr                                    | 2010  | 2015  | 2016  | 2017  | 2018  | 2019  | 2020   | 2021  | 2022   | 2023   |
| --------------------------------------- | ----- | ----- | ----- | ----- | ----- | ----- | ------ | ----- | ------ | ------ |
| BIP in Mrd. USD (Kaufkraftparität)      | 27,0  | 42,6  | 46,0  | 50,1  | 53,4  | 56,2  | 56,8   | 59,6  | 65,3   | 70,1   |
| BIP pro Kopf in USD (Kaufkraftparität)  | 4.277 | 6.280 | 6.682 | 7.160 | 7.511 | 7.791 | 7.756  | 8.030 | 8.735  | 9.250  |
| BIP-Wachstum (real)                     | 8,0 % | 7,3 % | 7,0 % | 6,9 % | 6,2 % | 4,7 % | −0,4 % | 2,1 % | 2,3 %  | 3,7 %  |
| Inflation (in Prozent)                  | 6,0 % | 1,3 % | 1,6 % | 0,8 % | 2,0 % | 3,3 % | 5,1 %  | 3,8 % | 23,0 % | 31,2 % |
| Staatsverschuldung (in Prozent des BIP) | 49 %  | 53 %  | 54 %  | 57 %  | 61 %  | 69 %  | 76 %   | 93 %  | 131 %  | 116 %  |

### Arbeitsmarkt

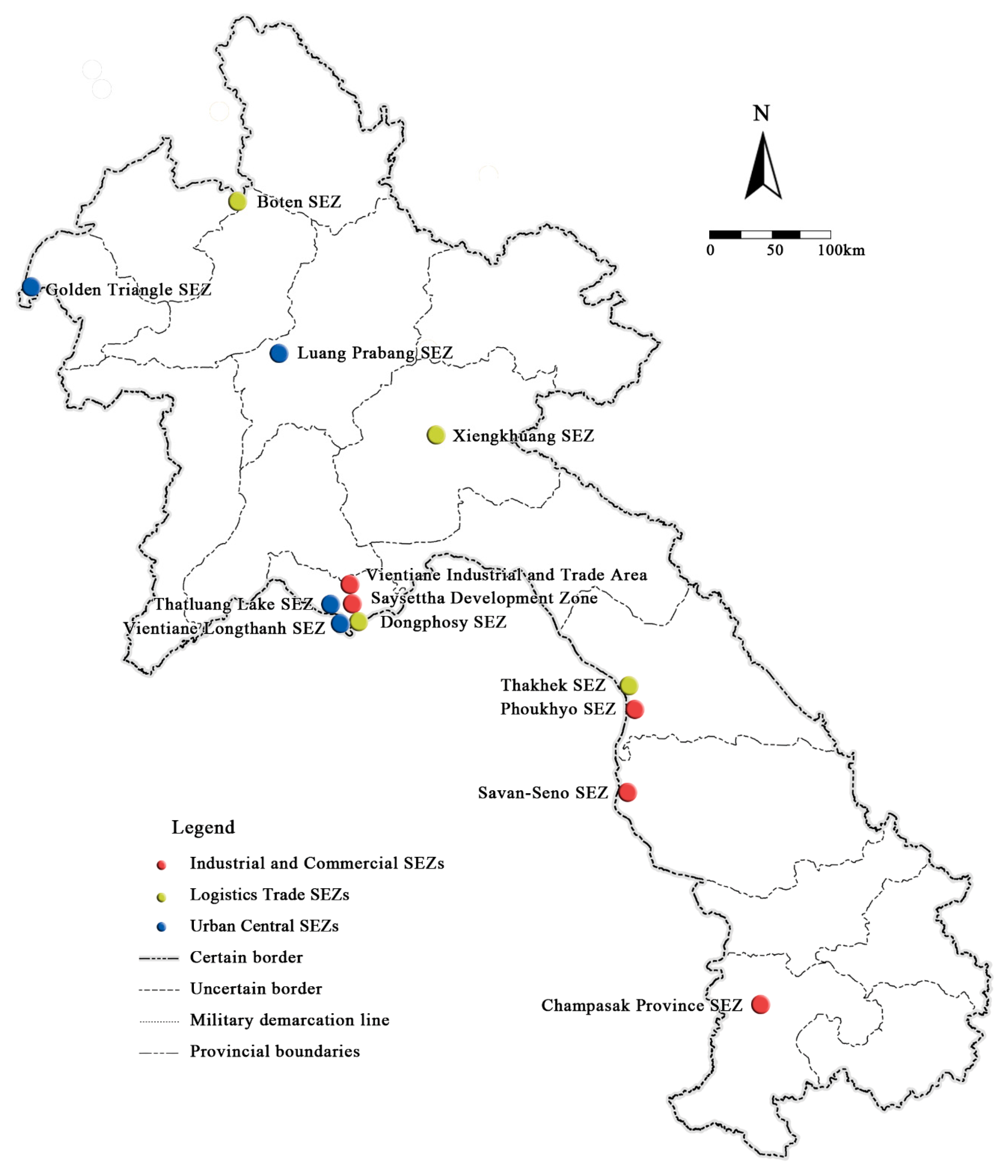
Verteilung von Sonderwirtschaftszonen in Laos (Stand 2021)

Die Arbeitslosenquote wurde 2016 offiziell mit 1,5 % angegeben und war damit sehr niedrig. Die meisten Arbeitsplätze sind im informellen Sektor, und viele Personen sind langfristig unterbeschäftigt. 2012 arbeiteten 73,1 % aller Arbeitskräfte in der Landwirtschaft, 20,6 % im Dienstleistungssektor und 6,1 % in der Industrie. Die Gesamtzahl der Beschäftigten wird für 2017 auf 3,6 Millionen geschätzt, davon 49,8 % Frauen.
Das allgemein vorherrschende wirtschaftliche Wachstum der letzten Jahre ging nicht mit der Steigerung der Arbeitsproduktivität einher, welche im Zeitraum zwischen 2009 und 2016 vielmehr auf einem stabil niedrigem Niveau verharrte. Erhebungen der Weltbank zufolge werde in Laos in nahezu allen Sparten, ausgenommen der Textilbranche, pro Arbeitsstunde weniger produziert als in den Nachbarländern Kambodscha und Vietnam. Daraus folgt ein niedriges Lohnniveau, welches wiederum die Emigration von Arbeitskräften, zumeist nach Thailand, zur Folge hat. Nach offiziellen Angaben leben dort etwa 170.000 Laoten, allerdings gehen Schätzungen von der gleichen Zahl illegaler Arbeitsmigranten aus. Seit dem Jahr 2012 reagierte die Regierung, um der starken Abwanderung Einhalt zu gebieten, indem sie mehrfach den Mindestlohn kräftig anhob. So wurde er 2012 um 80 % erhöht und anschließend 2015 und am 1. Mai 2018 um weitere 43 beziehungsweise 22 % erhöht, sodass er schließlich 1,1 Mio. Kip im Monat betrug, was 2018 etwa 110 € entsprach. Mit der Anhebung des Mindestlohns, die weit über der damaligen offiziellen Inflation (2017: 0,8 %) lag, verfolgte die Regierung neben der Erhöhung des Lebensstandards der Arbeiter das Ziel, die ansässigen Unternehmen zu Investitionen in modernere Maschinen und Arbeitsprozesse zu zwingen, um die Arbeitsproduktivität zu steigern.
Im Jahr 2018 wurde eine Studie der Weltbank veröffentlicht, welche den Mindestlohnanhebungen 2012 und 2015 keinen derartigen Effekt bescheinigte. Grund dafür war, dass das relativ niedrige Bildungsniveau der Arbeitnehmer das Produktionswachstum blockierte. Daher sprach die Asiatische Entwicklungsbank (ADB) in diesem Kontext von einem Skill Gap, denn viele Unternehmen beklagten, keine qualifizierten Arbeitskräfte finden zu können.
Im Zuge der seit Beginn der 2020er Jahre anhaltenden Wirtschaftskrise migrieren weiterhin viele Menschen aus Laos nach Thailand, Südkorea oder in chinesische Sonderwirtschaftszonen. Im Jahr 2003 wurde mit der Gründung der Sonderwirtschaftszone Savan-Seno der Bau der ersten Sonderwirtschaftszone offiziell eingeleitet. Es folgten Boten und die Sonderwirtschaftszone Goldenes Dreieck in der Provinz Bokeo, die verstärkt mit kriminellem Handel assoziiert wird. Vor allem in den Sonderwirtschaftszonen arbeiten viele Laotinnen als Sexarbeiterinnen. Dort verdienen sie ein Vielfaches des laotischen Durchschnittsgehaltes.

### Landwirtschaft

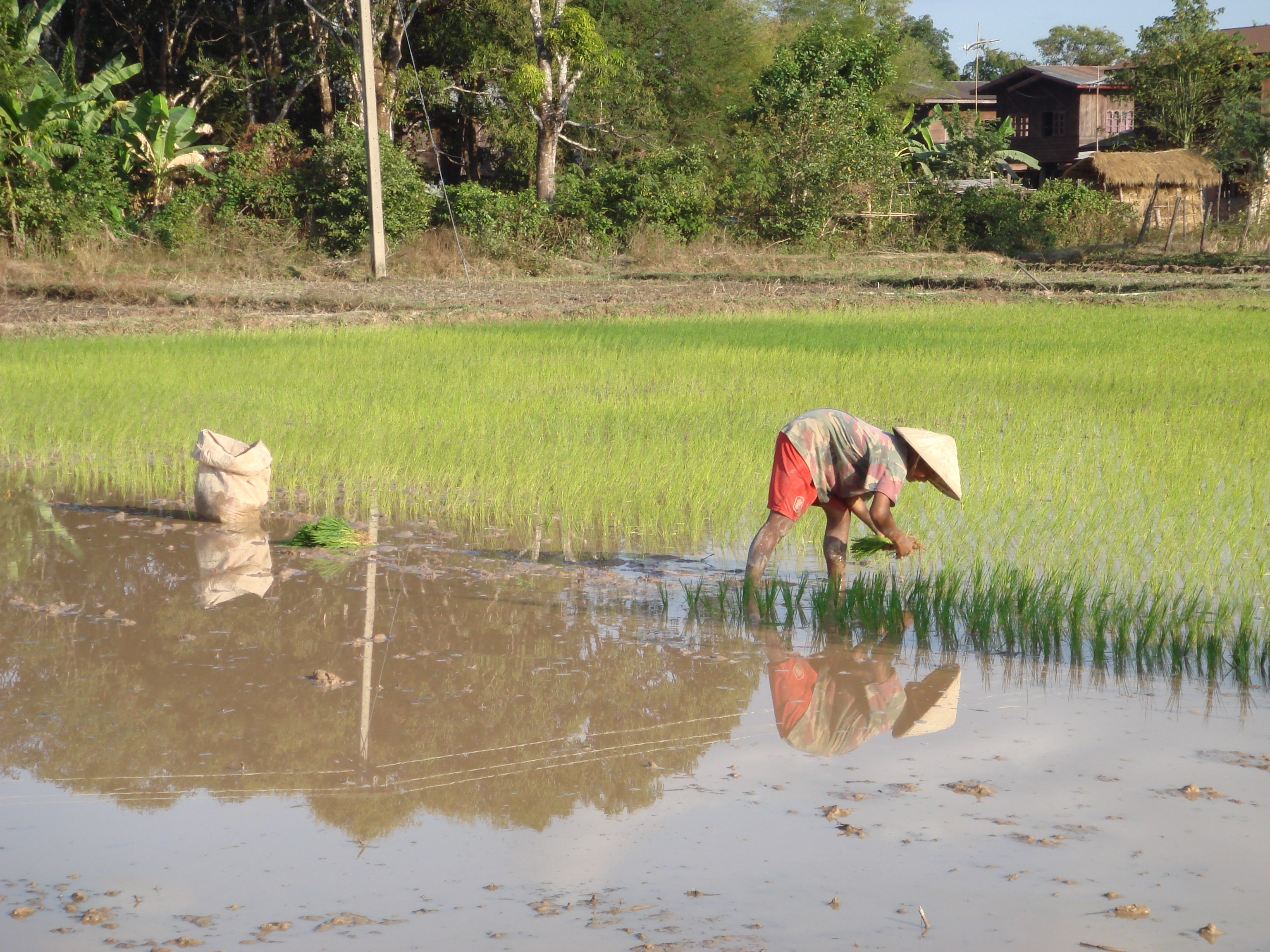
Reisanbau in Südlaos

Laos kann aufgrund der weiterhin hohen Beschäftigungszahlen im landwirtschaftlichen Sektor trotz einer aktuellen Entwicklung hin zu einer Abnahme der wirtschaftlichen Bedeutung der Landwirtschaft als ein Agrarstaat bezeichnet werden. Besonders für die Landwirtschaft geeignete Regionen sind die Schwemmebenen des Mekong und seiner Nebenflüsse sowie das Bolavens-Plateau in Südlaos. Die Böden in anderen Regionen des Landes sind weniger fruchtbar.
Der gesamte Agrarsektor befindet sich in privater Hand. Viele der Haushalte betreiben Subsistenzwirtschaft, insbesondere diejenigen in den abgelegenen Gebieten, wo fehlende Infrastruktur den Zugang zu den Märkten verwehrt. Reis ist das Hauptprodukt der landwirtschaftlichen Produktion und macht etwa 40 % des gesamten produzierten Volumens aus. Nur 10 % der produzierten Menge wird auf den Märkten verkauft, der Rest wird von den Bauern selbst konsumiert. Laos verfügt bei Reis über eine sehr hohe Artenvielfalt, etwa 3000 bis 4000 Sorten sind bekannt, von denen die meisten zu Klebreis-Sorten gehören.
Neben Reis werden Mais, Kartoffeln, Yams, Maniok, Mungo- und Sojabohnen, Erdnüsse, Baumwolle, Zucker, Kaffee und Tee angebaut.
Die Landwirtschaft wird nur in den Ebenen des Mekong intensiv betrieben. Dort liegen auch die 12 % des Ackerlandes, die künstlich bewässert werden können. Besonders in den abgelegenen Gebieten werden weder Pestizide noch Düngemittel verwendet, und es gibt auch keine Bewässerung. Die Reisproduktion ist aus diesen Gründen niedriger als in den Nachbarländern. Etwa 2,2 Millionen Tonnen wurden im Jahr 2000 geerntet, womit sich das Land den Reis betreffend selbst ernähren kann.
Die Viehzucht erwirtschaftet etwa ein Fünftel des BIP, obwohl sie nur extensiv und mit wenig Aufwand betrieben wird. Die Bauern erleiden häufig Verluste, wenn ihre Tiere mangels veterinärmedizinischer Betreuung sterben oder das Fleisch nicht zum Verkauf geeignet ist. Das Wachstumspotential in diesem Bereich ist jedoch sehr hoch. Ähnliches gilt für die Fischproduktion.
Laos ist ein potentieller Exporteur von Lebensmitteln, betrachtet man seine relativ geringe Bevölkerungsdichte. Dem stehen momentan jedoch die subsistenzorientierte Wirtschaftsform, die nicht vorhandene oder mangelhafte Infrastruktur, die schlechte Ausbildung der Landwirte sowie das Fehlen von Kreditinstitutionen im Land entgegen.
Etwa die Hälfte des Landes ist mit Wald bewachsen, worunter sich auch tropische Edelhölzer befinden, die für die Herstellung von Möbeln Verwendung finden. Daneben werden aus dem Wald Gewürze, etwa Kardamom, Rattan, Medizin und Baumharze gewonnen.

### Tourismus
Laos ist touristisch weniger erschlossen als Thailand, Kambodscha oder Vietnam und ist besonders unter Rucksackreisenden beliebt. Seit der wirtschaftlichen Liberalisierung, insbesondere der Privatisierung des Tourismus 1991, ist der Tourismus einer der aufstrebenden Wirtschaftszweige und Devisenbringer. Laos setzt auf den sanften Öko- und Kulturtourismus wie in Phongsali. Mit der Fertigstellung der Ersten Thailändisch-Laotische Freundschaftsbrücke im Jahr 1994 erfuhr der Tourismus eine erste Förderung. Bedeutsamer wurde 1995 die Erklärung zum UNESCO-Welterbe für das Stadtzentrum von Luang Prabang zusammen mit seinen Klostern. Mit einer verstärkten Vermarktung besuchten 2015 etwa 500.000 ausländische Touristen Luang Prabang.
Es gibt fünf internationale Flughäfen: Vientiane (VTE), Luang Prabang (LPQ), Pakse (PKZ), Savannakhet (ZVK) und Bokeo (BOR). Die nationale staatliche Fluggesellschaft ist Lao Airlines mit Sitz in Vientiane. Es gibt mehrere Flugverbindungen von Thailand, Vietnam, Kambodscha, Malaysia, Yunnan (China), Singapur und Südkorea aus.
Regelmäßige Busverbindungen gibt es auf den asphaltierten Straßen, wohingegen in die abgelegeneren Regionen vorrangig Kleintransporter mit Pritschenaufbau und zwei Sitzbänken (Songthaew) fahren. Je nach Straßenzustand und Wetter können dabei die Reisedauern stark variieren.
Auf dem Mekong verkehren Boote von Huay Xay über Luang Prabang nach Vientiane. Diese Reise mit Übernachtungen in Pakbeng und Luang Prabang dauert zwei bis drei Tage. Außerdem sind Schnellboote (Speedboats) unterwegs, die diese Strecke in nur einigen Stunden bewältigen. Die Schnellboote können je nach Wasserstand und bei extrem schneller Fahrweise gefährlicher sein.

### Industrie
Die Industrie ist kaum entwickelt. Die wirtschaftliche Entwicklung wird stark beeinträchtigt durch den niedrigen Ausbildungsstand der Arbeitsbevölkerung sowie kaum verfügbares in- und ausländisches Investitionskapital. Der wichtigste Industriezweig ist die Erzeugung von Strom durch Wasserkraft, wobei momentan mehrere kleinere Kraftwerke in Betrieb sind und mehrere weitere in Planung. Die Elektrizitätserzeugung befindet sich ausschließlich in der Hand des Staatsunternehmens Electricité du Laos.
Daneben werden in geringem Umfang Textilien hergestellt sowie Holz verarbeitet. Etwa 90 % der laotischen Industrie- und Handwerksbetriebe sind Kleinstbetriebe. Die größeren Unternehmen waren bis vor kurzem reine Staatsunternehmen oder wurden von staatlichen Institutionen, wie etwa dem Militär, kontrolliert.
Das Wachstum der Industrieproduktion hat sich seit der Asienkrise verlangsamt, was vor allem auf die schlechter gewordenen Exportmöglichkeiten zurückzuführen ist, die durch den sehr kleinen Binnenmarkt nicht kompensiert werden können. Zudem ist das Finanzsystem unterentwickelt: drei Staatsbanken dominieren den Markt, haben jedoch hohe Summen an faulen Krediten, die sie illiquid machen. Die Banken wurden zwar schon einmal rekapitalisiert, jedoch hat eine schlechte Kreditkultur und besonders das Leihen an staatliche Industriebetriebe dazu geführt, dass sich neue faule Kredite angesammelt haben.

### Energie

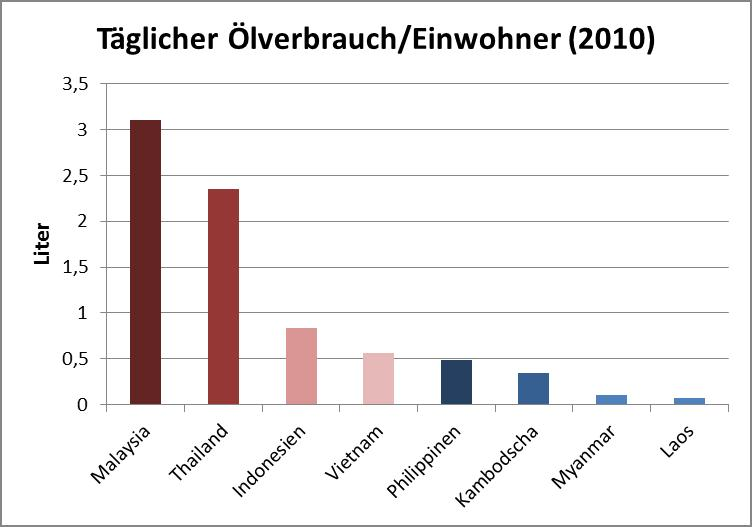
Täglicher Ölverbrauch einiger Länder in Südostasien, Liter pro Tag/Einwohner

Laos treibt den Ausbau der auf Wasserkraft basierenden Energiewirtschaft voran und will zur „Energiezelle Südostasiens“ werden. Landesweit sind 39 Wasserkraftwerke in Betrieb, weitere 53 befinden sich im Bau oder sollen gebaut werden (Stand 2018). Bis 2020 sollen weitere 54 Hochspannungsleitungen und 16 Umspannwerke gebaut werden. Zwei Drittel der Energie aus Wasserkraft werden exportiert. Energieexporte stellen etwa 30 % des Wertes aller Exporte Laos’ dar. (Gemäß der staatlich kontrollierten Vientiane Times sind sogar 51 Wasserkraftwerke mit einer Gesamtleistung von 6984 MW in Betrieb, weitere 46 mit einer Kapazität von 6083 MW im Bau, und weitere 112 Projekte mit einer Leistung von 8612 MW in der Projektierungsphase.)
Bisher ist Laos nicht in der Lage gewesen, seine natürlichen Ressourcen für eine selbsttragende Versorgung mit erneuerbaren Energien zu nutzen, aber das Ministerium für Wissenschaft und Technologie hat 2015 eine Machbarkeitsstudie in Auftrag gegeben, um zunächst eine 50-MW-Solar-Anlage im Süden von Laos bauen zu lassen, wobei chinesische Investoren das Land unterstützen wollen. Damit löst sich die Regierung von der ursprünglichen Idee, nur die Ressourcen des Wasserkraftpotentials nutzen zu wollen, nachdem es Streitigkeiten über die laotischen Staudamm-Projekte am Mekong mit den Nachbarn gibt. Unternehmen wie Green Energy Laos in Vientiane wollen sich für die Nutzung der Wind- und Sonnenkraft in Laos einsetzen.
Im Norden von Laos sowie Thailands wurden nennenswerte Mengen an Weichbraunkohle gefunden. Nach Mitteilung des Ministry of Energy and Mines wurde 2016 das Kraftwerk Hongsa mit einer Leistung von 1878 MW in Betrieb genommen. Das Kraftwerk wird mit Weichbraunkohle aus der Region betrieben.
Laos ist stark von Ölimporten abhängig. Am 16. Mai 2022 gab es aufgrund einer seit Wochen andauernden Knappheit kaum noch Kraftstoffe zu kaufen. Die geschwächte lokale Währung (Kip), eine hohe Inflation und der instabile globale Ölmarkt hatten die Treibstoffkrise des Landes an den Rand ihrer Belastbarkeit gebracht. Wer Devisen besitzt, fährt über die Grenze nach Thailand oder Vietnam, um dort zu tanken.

### Außenhandel
Im Jahr 2016 waren die wichtigsten laotischen Exportgüter nach Gegenwert Rohstoffe (28 % der Exporte), Nahrungsmittel (20 %) und Nichteisenmetalle (12 %), Elektronik (10 %) sowie Getränke und Tabak (8 %). Der Exporterlös 2017 betrug etwa 4 Mrd. US-Dollar. Hauptexportpartner waren die Volksrepublik China (36 %), Thailand (31 %), Vietnam (17 %), Indien (3 %), Japan (2 %), Deutschland (2 %) und die Vereinigten Arabischen Emirate (1 %).
Zu den wichtigsten Importgütern zählten 2016 Kraftfahrzeuge und Kraftfahrzeugteile (16 % der Importe), Petrochemie (13 %), Maschinen (9 %), Elektrotechnik (9 %) und Nahrungsmittel (7 %). Die importierten Güter hatten 2017 einen Warenwert von etwa 5,1 Mrd. US-Dollar. Die meisten Güter stammten aus Thailand (62 %), darauf folgten die VR China (18 %), Vietnam (10 %), Japan (2 %), Südkorea (2 %) und Indonesien (1 %).
Der Außenhandel, speziell der Export, wird durch den Mangel an und die geringe Qualität der Infrastruktur, die relativ weiten Transportwege (Laos ist ein Binnenland) und die niedrige Qualifikation der Arbeitsbevölkerung gebremst.
Die laotische Volkswirtschaft weist somit eine außenwirtschaftliche Dysbalance in der Form eines Handelsbilanzdefizits von 1,1 Mrd. US-Dollar auf (2017 entsprach dies circa 6,5 % des BIP), allerdings wird das dadurch entstandene Leistungsbilanzdefizit durch Kapitalzuflüsse ausgeglichen, die teils als Entwicklungshilfe oder als ausländische Investitionen kommen. Größte Investoren in Laos sind die Nachbarländer Thailand, China und Vietnam.
Um die einseitige Abhängigkeit von thailändischen Exporthäfen abzubauen, kooperiert Laos verstärkt mit Vietnam.

### Staatshaushalt
Der Staatshaushalt umfasste 2016 Ausgaben von umgerechnet 3,8 Mrd. US-Dollar, dem standen Einnahmen von umgerechnet 2,8 Mrd. US-Dollar gegenüber. Daraus ergibt sich ein Haushaltsdefizit in Höhe von 6,9 % des BIP. Die Staatsverschuldung betrug 2016 67,3 % des BIP.
2020 betrug der Anteil der Staatsausgaben (in % des BIP) folgender Bereiche:
- Gesundheit: 2,7 %
- Bildung: 2,3 %
- Militär: 0,2 % (2019)

Durch den Bau der China-Laos-Eisenbahn hat sich Laos bei den Chinesen hoch verschuldet. Das Land konnte sich mit nur 30 % an den Baukosten beteiligen, die restlichen 70 % wurden von der Volksrepublik China übernommen. Das kleine, verarmte Land mit nur sieben Millionen Einwohnern bürgt für die Kredite mit seinem Reichtum an Bodenschätzen. Die Verschuldung entspricht ungefähr 80 % des nominalen Bruttoinlandsprodukts von Laos.

## Infrastruktur und Verkehr

### Telekommunikation
Das Telefonnetz von Laos deckt nach wie vor nicht das ganze Land ab. Die Zahl der Telefonanschlüsse ist mit etwa 30.000 sehr niedrig. Direkte Telefonverbindungen von und nach Laos gibt es noch nicht sehr lange. Laos hat vier GSM-Mobilfunk-Netze, die vor allem Ballungsgebiete und Teile der Verkehrswege, zum Beispiel den Mekong, auf vielbefahrenen Routen abdecken. Roaming ist möglich.
Im Jahr 2022 nutzten 66,2 Prozent der Einwohner von Laos das Internet. Etwa 60 % der Internetbenutzer sind Ausländer, und nur 14 % der Benutzer leben außerhalb der Hauptstadt Vientiane. Laoten gehen meist in Internet-Cafés online.

### Medien
In Laos herrscht eine strenge Zensur der Medien, die sich größtenteils in der Hand der LPRP befinden und von ihr kontrolliert werden. In englischer Sprache erscheint die Tageszeitung Vientiane Times; in französischer Sprache die Wochenzeitung Le Rénovateur. Beide sind Teil der Lao Press in Foreign Languages im Ministry of Information and Culture. Wichtige Zeitungen in laotischer Sprache sind die von der Regierung herausgegebenen Gazetten Vientiane Mai und Pasason. Die durchschnittliche tägliche Zeitungsauflage beträgt 4 Exemplare auf 1000 Einwohner.
Seit 1983 gibt es Fernsehen:
- Lao National Television (staatlicher Fernsehkanal)
- Lao Star Channel (privater Fernsehkanal)
- Lao Television Channel 3 (staatlicher Fernsehkanal)

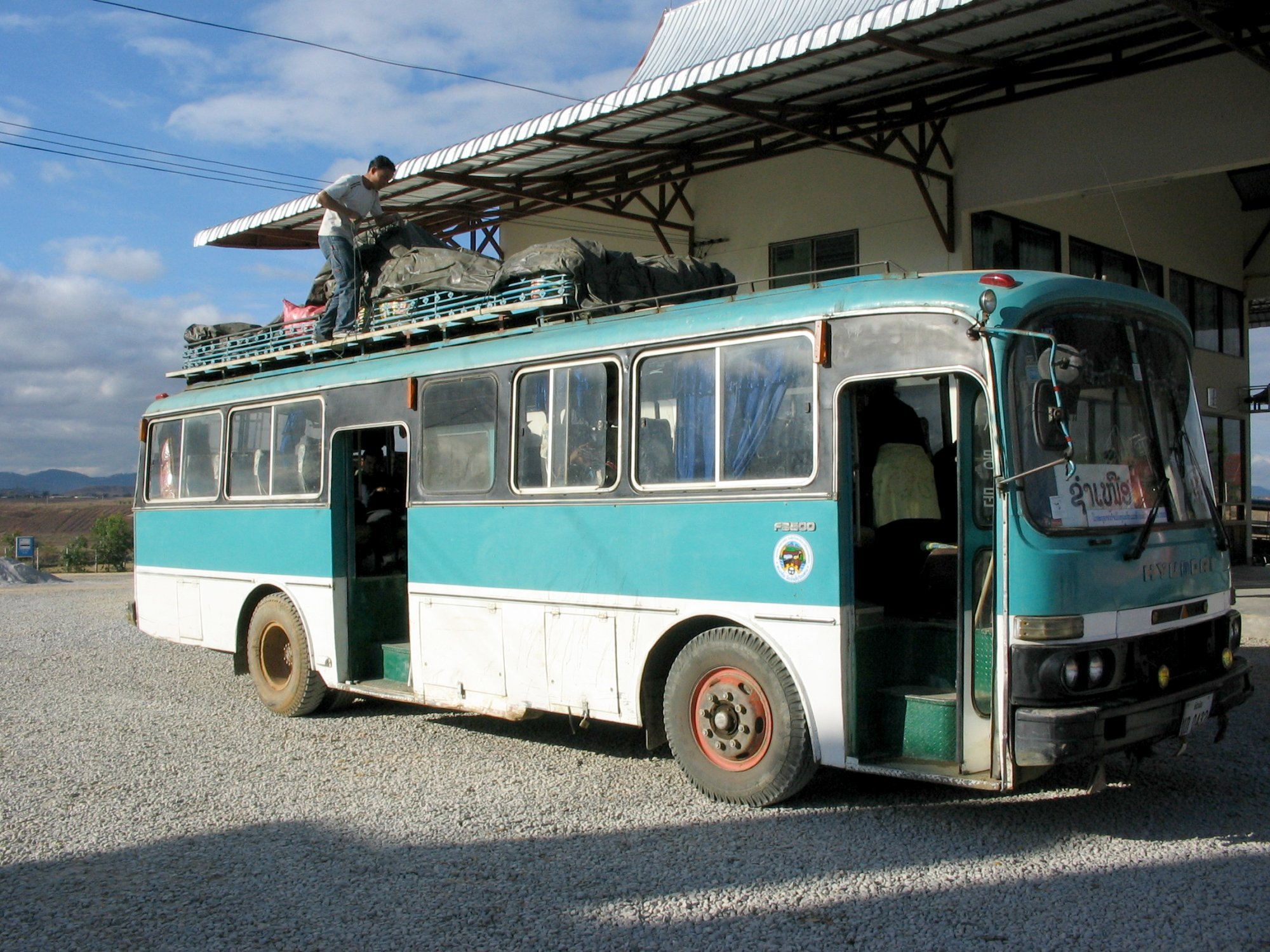
Wo Straßen existieren, verkehren regelmäßig Überlandbusse

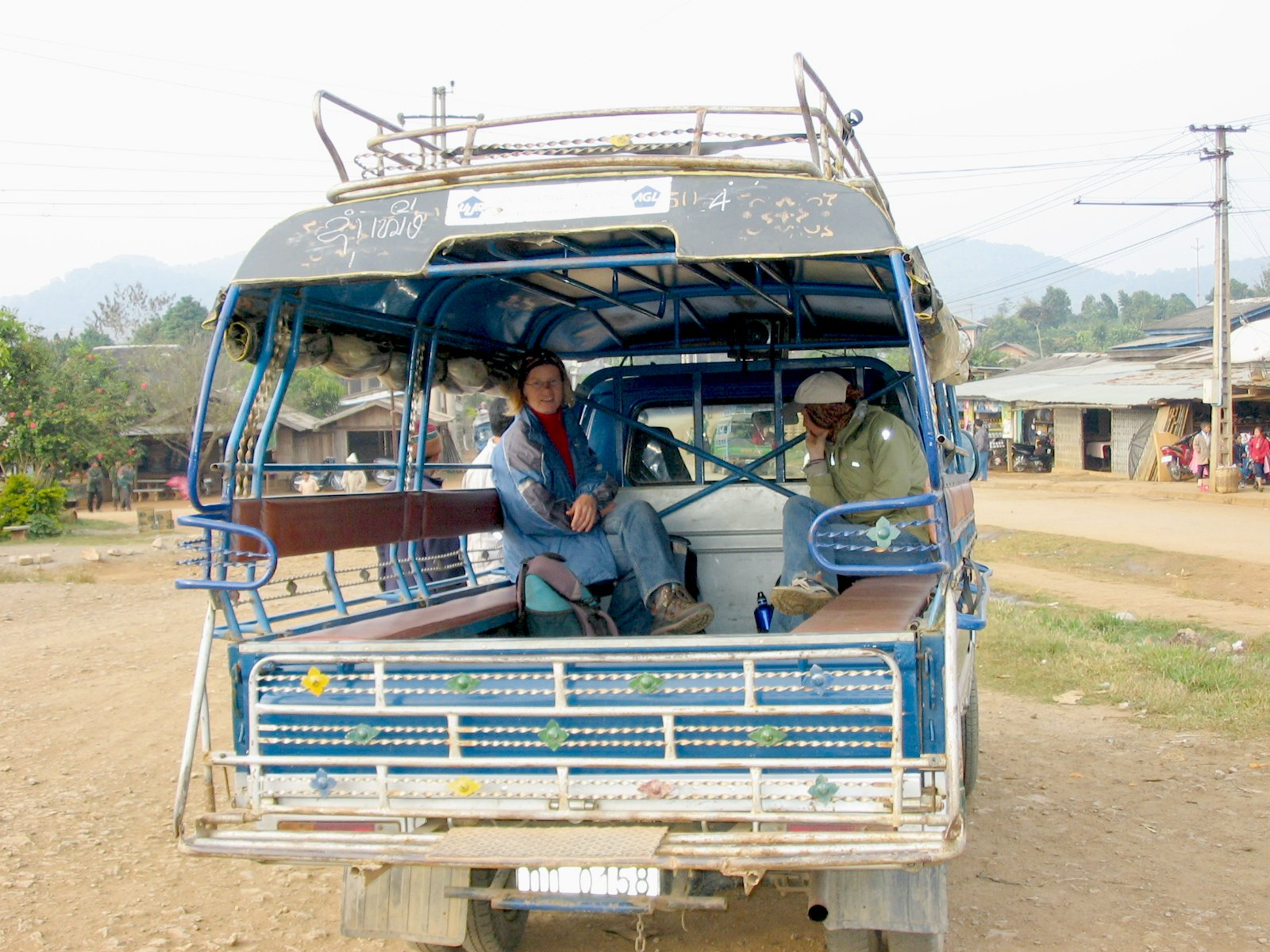
Songthaews sind Pickup-Trucks, die mit zwei Holzbänken bestückt sind. Sie werden sowohl für den Nahverkehr als auch für Überlandfahrten genutzt.

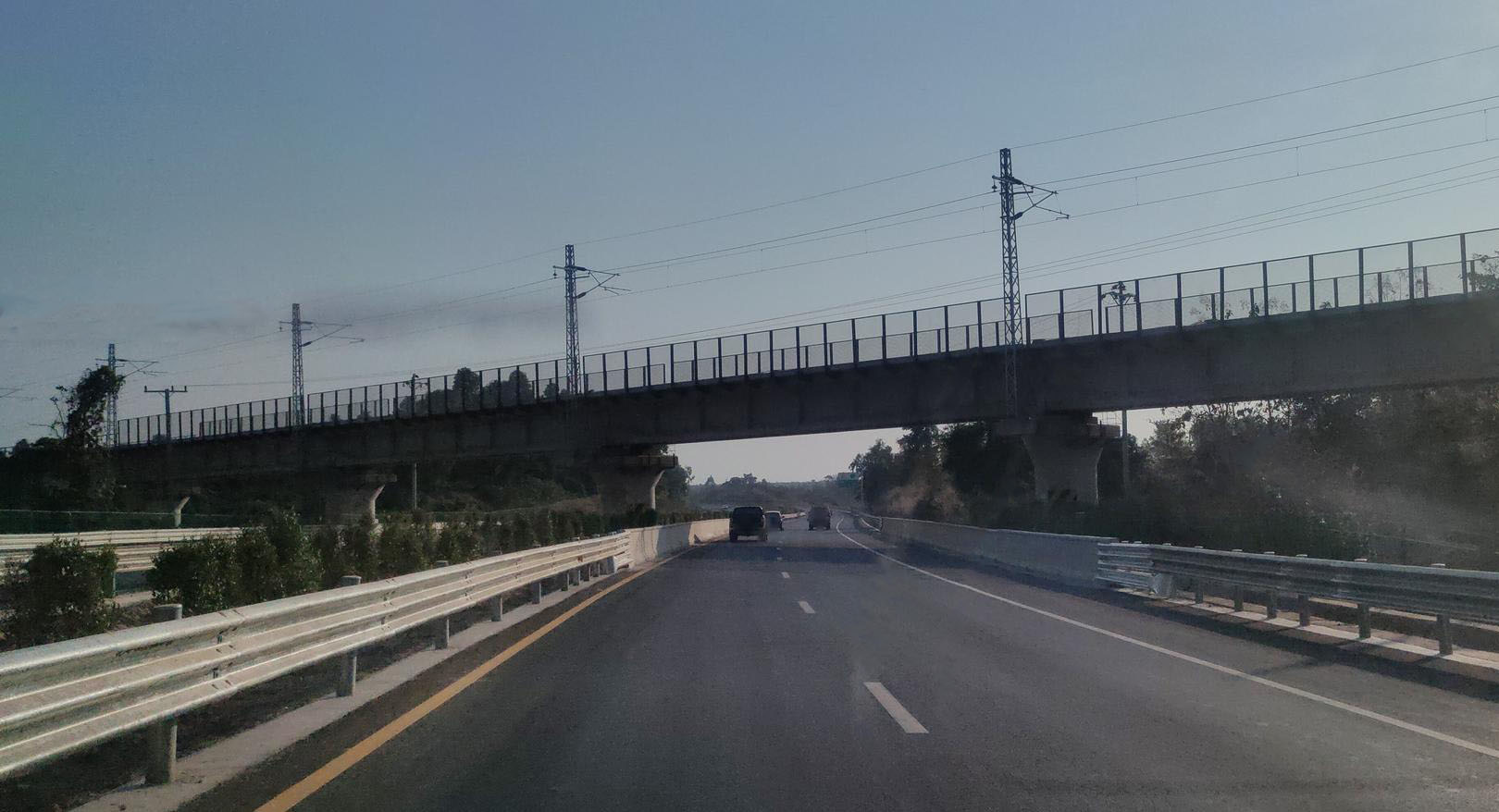
Die Boten–Vientiane Eisenbahn kreuzt die Vientiane-Boten Autobahn

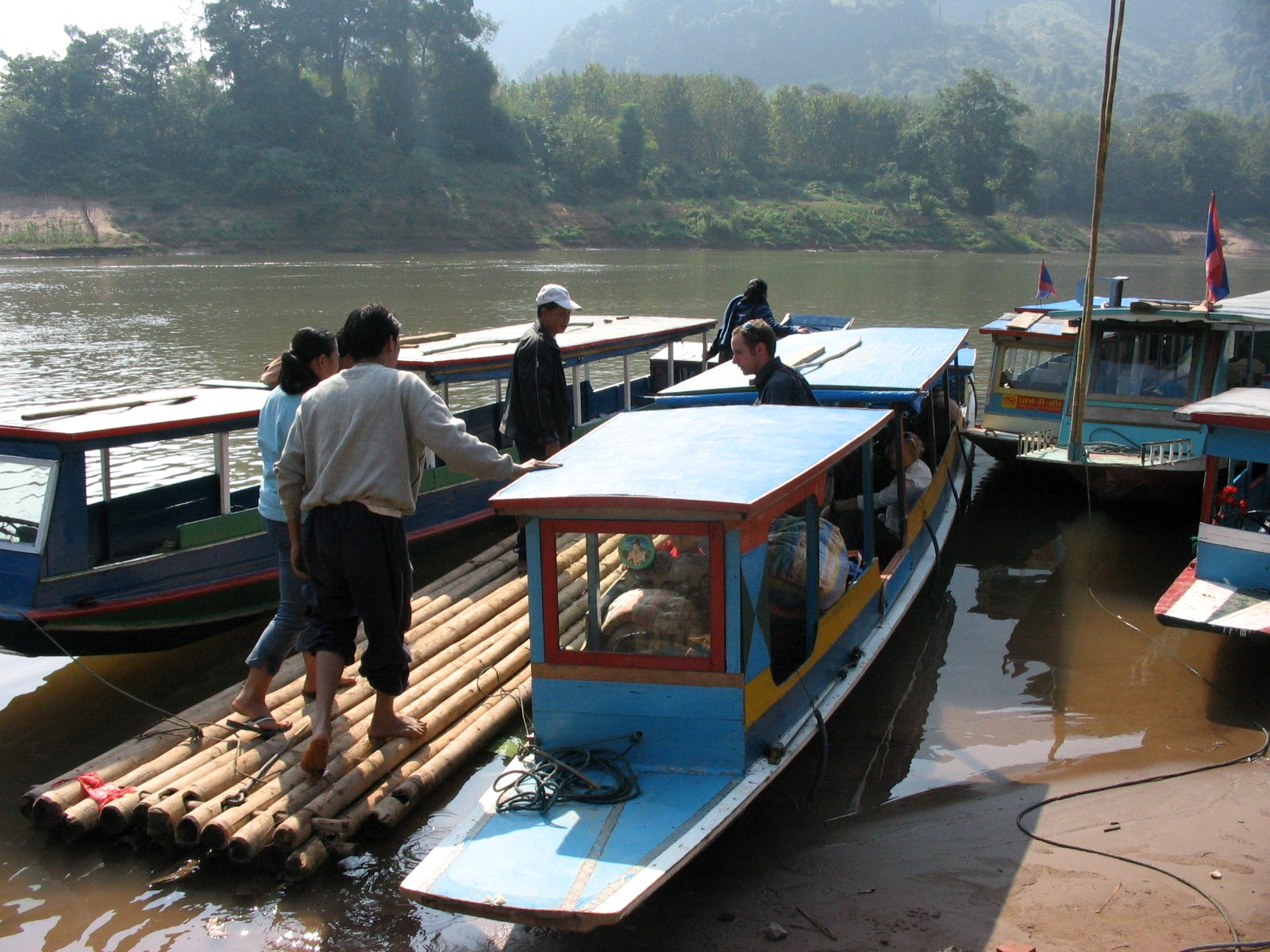
Fährboote am Hafen von Nong Khiao

Gesendet wird in der Fernsehnorm PAL. In Vientiane kann man vietnamesisches Fernsehen empfangen und in Grenznähe zu Thailand auch thailändisches Fernsehen. Mit dem staatlichen Radiosender Lao National Radio gibt es eine regierungsamtliche Rundfunkanstalt.
Laotisches Fernsehen ist auch digital über Satellit sowie Internet zu empfangen. Über folgende Satelliten ist der Empfang möglich:
- Galaxy 19 97,0° W
- Thaicom 5 78,5° E

Kritik an Partei und Führern ist ein Tabu, obwohl es von Zeit zu Zeit Enthüllungen über korrupte Funktionäre gibt. Die laotische Nachrichtenagentur ist die Khaosan Pathet Lao.

### Straßenverkehr
Laos verfügt über 40.000 Kilometer Straße, wovon jedoch nur etwa 5.400 asphaltiert sind (Stand: 2009). Es herrscht Rechtsverkehr. Die wichtigste Straßenverbindung ist die Nationalstraße 13, die von Boten im Norden nach Khong im Süden führt und dabei die wichtigen Städte Luang Prabang, Vientiane, Savannakhet und Pakse durchquert. In chinesisch-thailändischer Zusammenarbeit wurde der Kunming-Bangkok Expressway von Boten (Grenze Laos/China) nach Ban Houayxay (Grenze Thailand/Laos) ausgebaut.
Seit 2020 gibt es die erste Autobahn in Laos, den Vientiane-Boten Expressway.
Zwischen den Städten verkehren zumeist öffentliche Busse, die zuvor benutzten LKWs mit Holzsitzen werden nach und nach ausrangiert. Ansonsten sind aufgrund schlechter Straßenverhältnisse eher Kleinlaster mit Längsbänken auf der Ladefläche anzutreffen (sogenannte Songthaews).
Generell gibt es sehr wenige private Automobile im Land. Selbst große Distanzen werden zu Fuß zurückgelegt. Gängige Praxis ist das Fahren per Anhalter, meist auf der Ladefläche von Pick-ups. Außerhalb von Vientiane und Luang Prabang sind überwiegend allradgetriebene Autos anzutreffen, da der Zustand der Straßen schlecht ist und Wasserläufe häufig durch Furten überquert werden müssen. In größeren Ortschaften nutzen die Menschen, sofern sie es sich leisten können, Mofas oder Fahrräder.
Der Grenzübertritt mit einem eigenen Fahrzeug ist aufwendig. Es werden die Fahrzeuge auf Zeit ein- und wieder ausgeführt. Ein in Thailand gemietetes Fahrzeug darf i. d. R. nicht über die Grenze. Ein Fahrzeug in Laos zu mieten ist teuer, da es wenige Autovermieter gibt.

### Eisenbahnverkehr
Derzeit gibt es in Laos zwei aktive Bahnstrecken.

#### Vientiane–Nong Khai
Aus dem thailändischen Nong Khai führt eine in der thailändischen Meterspur ausgeführte Strecke über die den Mekong überspannende erste Freundschaftsbrücke zum laotischen Bahnhof Thanaleng. Der regelmäßige Personenverkehr wurde Ende März 2009 aufgenommen und wird von der Thailändischen Staatseisenbahn durchgeführt. Täglich verkehren zwei Zugpaare im Pendelverkehr zwischen Nong Khai und Thanaleng. Außerdem verkehrt seit Februar 2010 gelegentlich der Eastern and Oriental Express über diese Strecke.
Im Juli 2022 wurde die Verlängerung nach Vientiane fertig gestellt und im Juli 2024 mit einer durchgehenden Zugverbindung von Bangkok Hauptbahnhof nach Vientiane (Kamsavath) eröffnet.

#### Vientiane–Boten
Seit Dezember 2016 wurde an der 422 km langen Bahnstrecke Boten–Vientiane gearbeitet. Sie ging am 3. Dezember 2021 in Betrieb. Sie ist in der chinesischen Normalspur ausgeführt und schließt jenseits von Boten an das chinesische Eisenbahnnetz an.

### Luftverkehr
Der größte Flughafen ist der Flughafen von Vientiane (Wattay), der Verbindungen mit den Flughäfen der Regionen bietet.
Der Luftverkehr wird von der staatlichen Lao Airlines (früher Lao Aviation) dominiert. Sie bietet Flüge in die Nachbarländer sowie Inlandsflüge an. Die Linie ist jedoch hoch verschuldet, da die Ticketpreise zu niedrig sind, um die Kosten zu decken. Der Service und auch die Sicherheit erreichen nicht westliche Standards. Lao Airlines wird deshalb in Zusammenarbeit mit europäischen Beratern restrukturiert und neu ausgerichtet. Es wurde ein Joint Venture gegründet, um neue Flugzeuge zu beschaffen. Der von Besuchern am häufigsten gewählte Weg, per Flugzeug nach Laos zu gelangen, ist über Bangkok, von wo es regelmäßig Verbindungen nach Vientiane und Luang Prabang gibt. Andere Verbindungen werden häufig storniert.

### Schifffahrt
Laos verfügt über einige schiffbare Flüsse, allen voran der Mekong, der auf etwa 1300 km schiffbar ist. Durch Stromschnellen und einen Wasserfall an der Grenze zu Kambodscha hat der Mekong jedoch nur eine begrenzte Bedeutung für den Verkehr. Andere für den Transport wichtige Flüsse sind Nam Ou, Nam Khan, Nam Tha, Nam Ngum sowie Xedon. Auf den laotischen Wasserwegen ereignen sich – vor allem aufgrund des Einsatzes von Speedboats – überdurchschnittlich viele Unfälle.

## Kultur

### Weltkulturerbestätten
Drei Stätten in Laos sind in die Liste des Welterbes der UNESCO eingetragen: die Stadt Luang Prabang, der Tempelbezirk von Wat Phou und die Kulturlandschaft Champasak und die Megalithischen Krüge in Xieng Khouang – Ebene der Steinkrüge (siehe auch: Welterbe in Laos).

### Musik

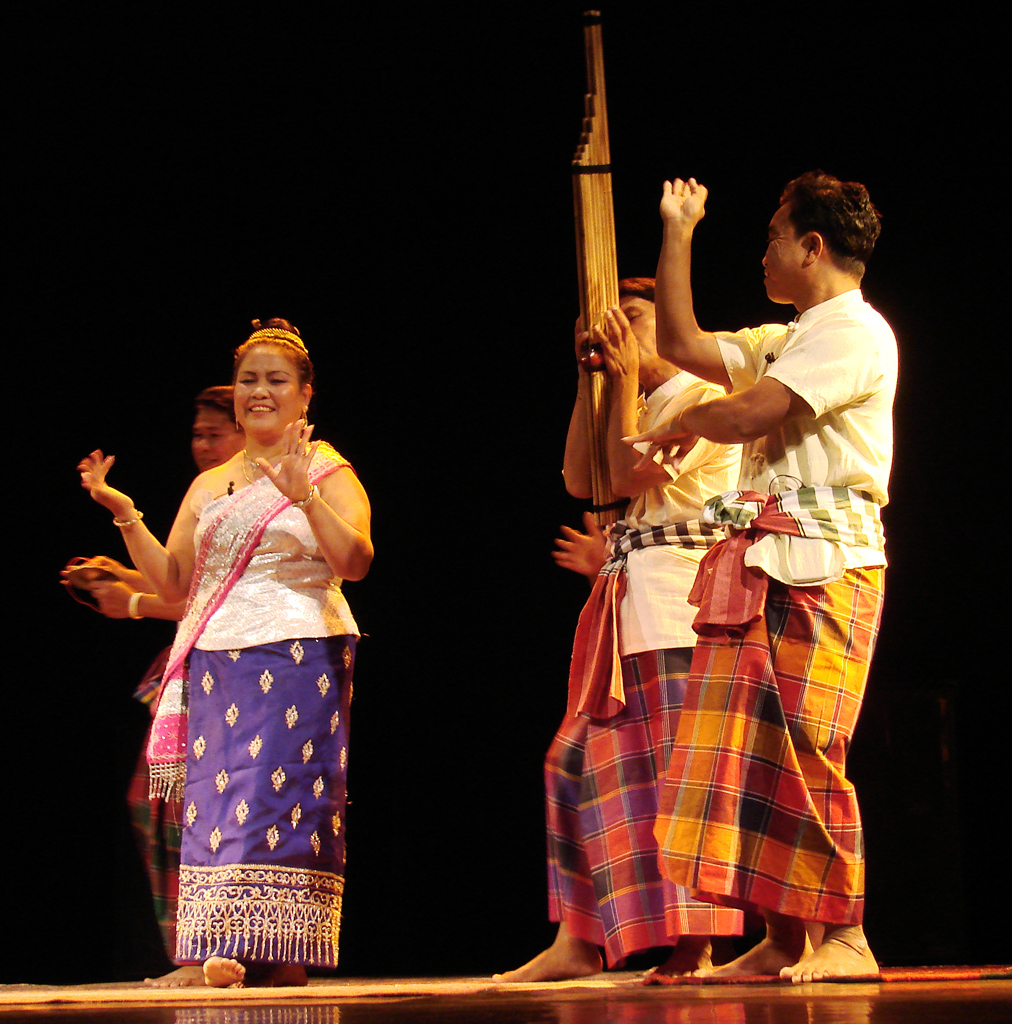
Mo-Lam-Sänger und Tänzer mit der Mundorgel khaen

Die in Laos in der klassischen und dörflichen Musik gespielten Musikinstrumente sind, abgesehen von einigen, nur regional verbreiteten Instrumenten der Minderheiten in den Bergen, mit denen in Thailand und Kambodscha verwandt. Der südliche Bereich von Laos und die nordostthailändische Isan-Region bilden in der dörflichen Musik einen zusammenhängenden Kulturraum. Die klassische, also höfische Musik, wie sie bis 1975 zur Unterhaltung und bei Zeremonien in Luang Prabang gepflegt und in der 1958 eröffneten nationalen Kunstschule in Vientiane unterrichtet wurde, gilt als peng lao deum („traditionelle laotische Kompositionen“). Hierzu gehört an erster Stelle das laotische Piphat, das eine etwas schlichtere Variante des thailändischen Piphat und des kambodschanischen Pinpeat-Ensembles darstellt, wobei der Grad an Einfluss beider Musikstile und der laotische Eigenbeitrag an der historischen Entwicklung der laotischen Musik strittig sind. Zum laotischen Piphat gehören das Xylophon rang nat, kreisförmig angeordnete Buckelgongs khong vong, das Rohrblattinstrument pey, die zweifellige Fasstrommel taphon, ein Paar größere Fasstrommeln khong thab, kleine Handzimbeln ching und große Handzimbeln chap. Für die leisere höfische Kammermusik wird wie im thailändischen Mahori-Ensemble darüber hinaus unter anderem die zweisaitige Spießgeige so u verwendet. Die klassische Musik wird seit der Abdankung des Königs 1975 nur noch in sehr bescheidenem Maß im Land und von der laotischen Exilgemeinde gepflegt.
Es gab am Königshof wie in Thailand ein Drama mit maskierten Darstellern, khon, welches das aus Indien stammende thailändische Epos Ramakien aufführte. Um 1930 wurde ein Puppentheater eröffnet, das ebenfalls aus dem Ramakien und aus einem laotischen Epos Geschichten erzählte.
Die aus Thailand bekannte Bambuslängsflöte khlui, die Zupflauten krachappi und phin und Spießgeigen (allgemein sor oder so) kommen vereinzelt in der ländlichen Unterhaltungsmusik im Süden vor. Das für Laos charakteristische und in den Dörfern weit verbreitete Musikinstrument ist die Mundorgel khaen. Die khaen besitzt üblicherweise 14 Bambuspfeifen, die in zwei Reihen angeordnet sind und direkt über eine hölzerne Windkammer angeblasen werden. Daneben spielen mehrere Ethnien andere Mundorgeln mit weniger Pfeifen. Das für die Kultur der Hmong bedeutendste Musikinstrument ist die Mundorgel qeej mit sechs Bambuspfeifen, deren Windkammer über ein langes Anblasrohr mit Atemluft gefüllt wird. Selten kommt eine senkrecht stehende Schlitztrommel (dung lung, in Nordostthailand pong lang) vor. Häufiger sind zweifellige, mit den Händen geschlagene Trommeln (allgemein kong). Die Beziehung zur thailändischen Isan-Region stellt der Gesangsstil Mo lam (in Laos lam) her, der andere Gesangsstil heißt khap. In beiden Genres treten Männer und Frauen miteinander in Wettstreit oder es handelt sich um Brautwerbelieder. Beim lam werden je nach Region, Ensemblebesetzung und Thematik mehrere Genres unterschieden. in jedem Fall gehört eine khaen zum Instrumentarium. Die khaen gibt die Tonfolge der laotischen Musik vor. Ihre Pfeifen sind wie in Thailand heptatonisch gestimmt, das heißt, die Oktave wird in sieben Töne eingeteilt. Aus dieser Tonleiter werden zwei unterschiedliche pentatonische Skalen abgeleitet, ein Dur-Klang (Beispiel G–A–C–D–E) und eine nach Moll klingende Skala (Beispiel A–C–D–E–G).
| Datum         | Name                     |
| ------------- | ------------------------ |
| 1. Januar     | Neujahr                  |
| 6. Januar     | Pathet-Lao-Tag           |
| 20. Januar    | Tag der Armee            |
| 22. März      | Tag der Partei           |
| 14.–16. April | Lao-Neujahr (Wasserfest) |
| 1. Mai        | Tag der Arbeit           |
| 1. Juni       | Tag der Kinder           |
| 13. August    | Lao Issara               |
| 2. Dezember   | Unabhängigkeitstag       |

### Feiertage
Zu den offiziellen Feiertagen in Laos gehören Neujahr (1. Januar); Pi Mai, das laotische Neujahr, welches nach dem Mondkalender berechnet wird, findet meistens im April statt. Der Tag der Arbeit (1. Mai) und der Nationalfeiertag (2. Dezember) werden mit aufwendigen Feierlichkeiten verbracht. Fällt ein Feiertag auf einen Samstag oder Sonntag, so wird er auf den vorhergehenden oder den nachfolgenden Arbeitstag verlegt.
Religiöse Feiertage sind Boun Bang Fai, an dem die Geburt, Erleuchtung und der Tod Buddhas gefeiert werden, Khao Phansa, der den Beginn der buddhistischen Fastenzeit einläutet (Juli), und Ork Phansa den Ausklang der Fastenzeit (Ende Oktober). Zu diesen Anlässen findet meist eine Feier, die die Laoten basi oder sukhwan nennen, statt. Bei diesen Feiern werden Opfergaben (Essen und Reiswein) beigebracht. Bei der sogenannten Schnurbindezeremonie wünschen sich Freunde Gesundheit und Wohlstand, indem sie sich Schnüre um die Handgelenke wickeln.

### Sport
Special Olympics Laos wurde 2005 gegründet und nahm mehrmals an Special Olympics Weltspielen teil, so auch an den Special Olympics World Summer Games 2023 in Berlin. Die Delegation wurde vor den Spielen im Rahmen des Host Town Programs von Ansbach betreut.